# Battistero di San Giovanni Battista (Agrate Conturbia)
Il battistero di San Giovanni Battista ad Agrate Conturbia posto di fronte alla parrocchiale di San Vittore rappresenta un esempio di architettura romanica di notevole interesse storico e artistico.

## Storia
L'edificio è costituito da una base circolare sormontata da un tiburio a pianta ottagonale. Gli studiosi ritengono che la parte inferiore risalga al X secolo, più precisamente a una data intorno al 930; mentre la parte superiore è databile nei primi decenni del XII secolo. Si ipotizza inoltre, stanti i ritrovamenti archeologici effettuati in aree adiacenti, che nel sito fosse presente un sacello romano.
Il battistero fu consacrato da Litifredo, vescovo di Novara, in anni tra il 1122 ed il 1151, in connessione al suo programma di riordino delle circoscrizioni delle pievi; la presenza del battistero serviva a sottolineare la dignità pievana assunta dalla chiesa di Agrate.
L'edificio subì nel tempo vari interventi, particolarmente nel XVII secolo, quando fu deciso di collegare il battistero alla chiesa, aprendo la prima arcata ed edificando un pronao antistante. Tali modifiche furono poi annullate nel Novecento, riportando l'edificio alla primitiva struttura.

## Curtis Regia
Nel 962 la curtis regia di Agredade, inserita nel comitato di Pombia, con i suoi 17 mansi fu donata da Ottone I ai canonici di Orta San Giulio e quindi sottoposta al vescovo di Novara. Presso il locus, detto anche vicus - piccolo centro abitato della grande azienda fondiaria - era ubicata la basilica Sancti Victoris infra Castro, attestata nel 976 all'interno dell'area fortificata ristretta. Non è certo se il battistero all'epoca fosse già presente: l'edificio sancti iohannis de agrada, che conosciamo, fu consacrato durante l'episcopato del vescovo Litifredo, tra il 1122 e il 1151. La struttura, come altre nel territorio, costituisce dunque un esempio architettonico emblematico del clima di generale rinnovamento diocesano attuato dal presule. Nonostante la presenza del battistero, Agrate non compare nei più antichi elenchi delle pievi novaresi, al contrario a metà Trecento è registrata tra le trentasei sedi pievane. Nel Cinquecento un unico parroco, dipendente dal piviere di Suno, reggeva la parrocchia associata a quella di Bogogno. Il 14 marzo 1594 il vescovo Bascapè la eresse a sede autonoma.

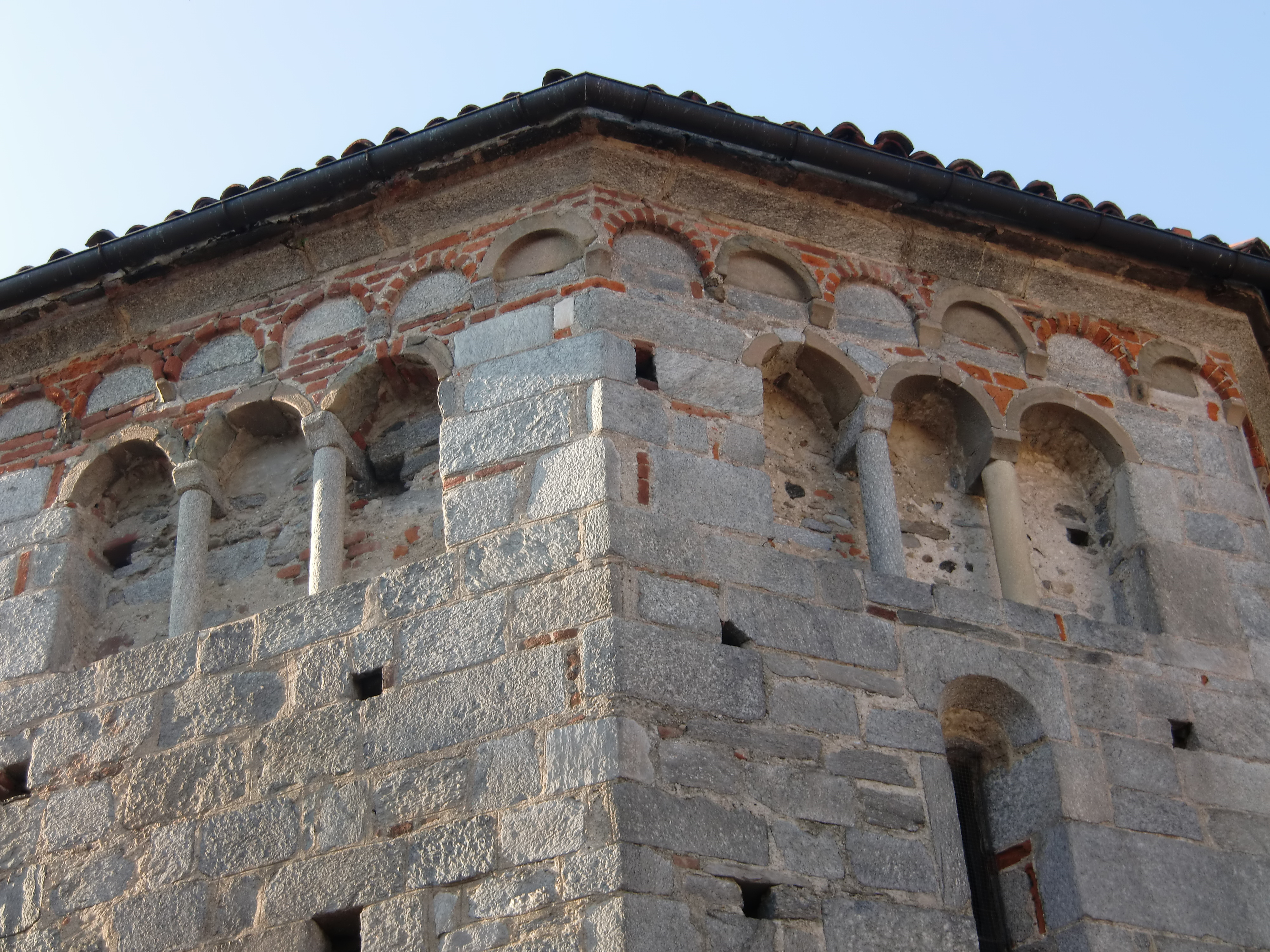
Decorazioni del tiburio con archetti pensili e trifore cieche

## Caratteristiche architettoniche e artistiche
L'antica base dell'edificio non è perfettamente circolare: essa presenta ai lati del portale due absidiole leggermente sporgenti. Le pareti sono formate da blocchi squadrati di pietra, da ciottoli di fiume disposti a spina di pesce e da sporadici inserimenti di laterizio. Su tale base, per mezzo di otto pilastri interni, si innalza il tiburio, che recupera la forma ottagonale tipica dei battisteri. La parte anteriore mostra una più accurata lavorazione, con pareti costruite con pietre ben squadrate e decorazioni realizzate con più cura. 
Il portale è sormontato da una lunetta; sopra di esso, nel piano superiore, trova posto una monofora che dà luce all'edificio. Un'altra porticina si apre sul lato opposto. 
L'apparato decorativo è costituito da archetti pensili, prevalentemente realizzati in laterizio, che corrono lungo ampia parte del perimetro superiore della struttura circolare e del tiburio sopra di essa. Quest'ultimo è inoltre impreziosito su ciascun lato da trifore cieche formate da colonnine in pietra con capitelli a gruccia. Il linguaggio architettonico è quello tipico del romanico in area lombarda.
L'interno del battistero si presenta con nicchioni sormontati da arcate cieche. Si accede al fonte battesimale, al centro dell'edificio, scendendo tre scalini in un'area più bassa del pavimento, cosa che fa pensare che originariamente vi fosse collocata una vasca per il battesimo a immersione.
Le pareti dell'interno sono molto spoglie: rari sono gli affreschi che le ornano. Sulla parete nord è presente un dipinto raffigurante un Battesimo dovuto alla mano di un anonimo frescante novarese del XV secolo

Un altro Battesimo d'ispirazione rinascimentale è posto in corrispondenza all'arcata frontale. Al culmine della cupola si trova l'immagine di un sole fiammato a dodici raggi, con al centro un'icona ormai scarsamente leggibile, nella quale sembra di poter riconoscere il biscione visconteo.

## Esterno

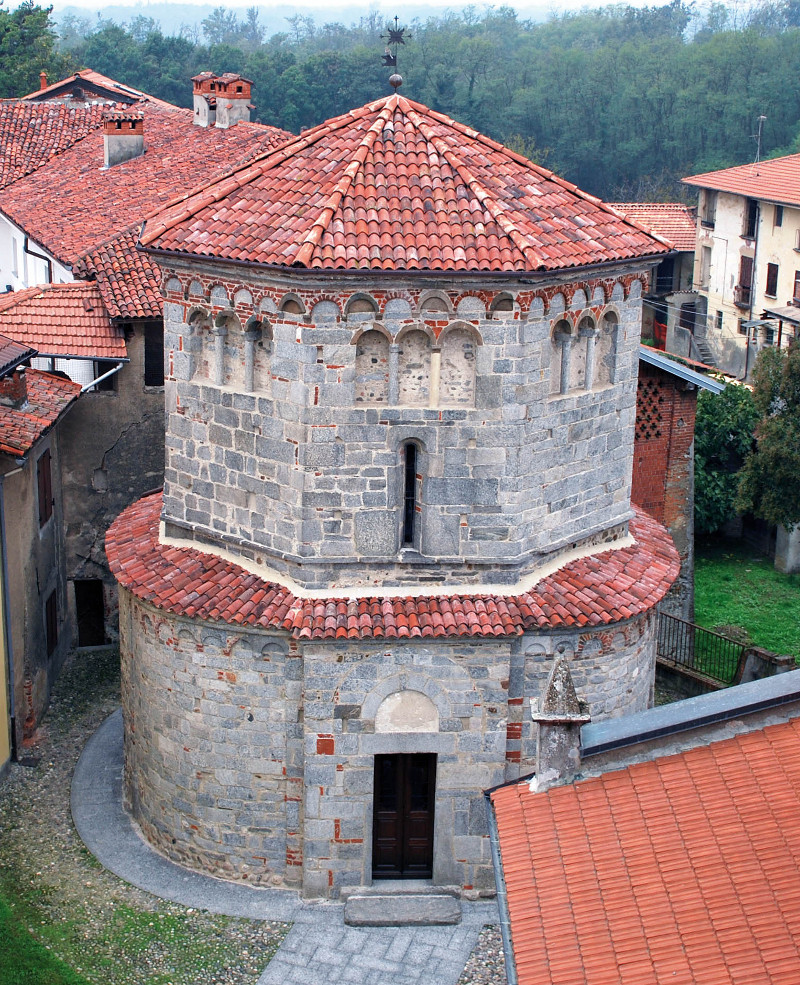

Il Battistero di San Giovanni di Agrate Conturbia è collocato nell'angolo sud ovest del sagrato; la sua posizione non è canonica in quanto l'asse della chiesa non presenta alcun allineamento con l'edificio stesso e si trova inoltre sul lato dell'epistola in modo "antiliturgico". L'edificio, a pianta centrale, compone di una parte inferiore pressoché circolare, a cui si aggrega un corpo aggettante in corrispondenza dell'ingresso, e di un tiburio superiore a impianto ottagonale. Una copertura in coppi ad anello circolare delimita la risega.

### Porzione inferiore
La sua pianta è un cerchio irregolare scandito da sei strette lesene aggettanti che geometrizzano la superficie curvilinea; due piccole absidiole ai lati dell'ingresso deformano sensibilmente l'andamento planimetrico, formando due rigonfi amenti che ospitavano gli altari. Le specchiature, delimitate da lesene, a destra e a sinistra dell'ingresso, sono coronate nel sottogronda da otto archetti pensili formati sia da conci in cotto disposti ad arco con giunti di malta, sia da elementi lapidei scavati con lo scalpello in un solo concio, entrambi i tipi poggianti su piccole mensole sagomate. La prima a destra dell'ingresso presenta una forma antropomorfa.
Il portale è sottolineato da un blocco prismatico aggettante, che fuoriesce rispetto al profilo curvilineo creando un volume sporgente a enfatizzare l'accesso al sacro fonte. Il portalino è sormontato da un massiccio architrave in granito e gli stipiti sono elementi di granito, a evidenza di recupero, adattati per l'utilizzo; una lunetta intonacata (che presenta visibilmente diverse stratigrafi e storiche) è sottolineata da un arco di conci di pietra poggiante su due piedritti e successivamente enfatizzata da conci disposti in orizzontale con un'incisione che simula una finta arcata di maggiore ampiezza. Elementi di laterizio sono diffusamente impiegati come elemento decorativo cromatico.
Analizzando il restante perimetro occidentale della muratura si nota che il paramento murario non è più costituito da blocchi di pietra squadrata in conci regolari, come la parte orientale, ma formato da ciottoli disposti a spina pesce con intonaco di calce segnato da linee orizzontali incise con la cazzuola; in questa porzione non sono presenti gli archetti pensili e gli inserti in cotto. Le lesene sono lineari, partono dal terreno e sono costituite da conci rettangolari in pietra poco aggettanti; lungo tutto il perimetro (a parte il lato d'ingresso) terminano a contatto con una modanatura in granito a “toro”, sormontata da una gronda in pietra che sostiene i coppi della copertura.
Un secondo ingresso, ora tamponato, si trovava lungo il lato sud ovest, contrapposto a quello principale; il suo architrave in pietra sostiene una lastra a cuspide disposta in verticale, contornata da elementi in cotto che sottolineano la sua forma pentagonale.

### Porzione superiore
La parte superiore è costituita da un tiburio ottagonale che si eleva per 4,30 metri dalla copertura inferiore; il paramento murario è costituito da lastre di pietra regolari dello spessore medio di 0,75 metri. Il dado è caratterizzato da elementi ornamentali disposti simmetricamente su ognuno degli otto lati: una trifora cieca si dispone centralmente a costituire una sorta di matroneo o loggetta; le due colonne in pietra non hanno la base e appoggiano direttamente sul davanzale dello sfondato. Il capitello a stampella è una mensola incastrata nel muro e sostiene l'arco in conci di pietra tufacea che caratterizza la trifora; lo sfondato è costituito da una muratura mista protetta ancora da lacerti di intonaco originale. Il coronamento del sottogronda è caratterizzato da una serie di archetti semplici, ora molto manomessi da interventi novecenteschi, sostenuti da peducci sagomati e a volte incisi con elementi floreali, geometrici e zoomorfi (testa di elefante); gli archetti pensili contigui sono costituiti o da elementi di laterizio apparecchiati intorno a conci semicircolari oppure archetti ricavati con lo scalpello da conci di pietra di facile lavorazione. Su alcuni lati dell'ottagono si aprono delle aperture: sul lato sopra l'ingresso, rivolto a est e sul lato opposto rivolto ad ovest, si dispongono due monofore alte e strette a doppia strombatura, mentre sul lato sud si apre un oculo tondo contornato da elementi in cotto.

## Interno

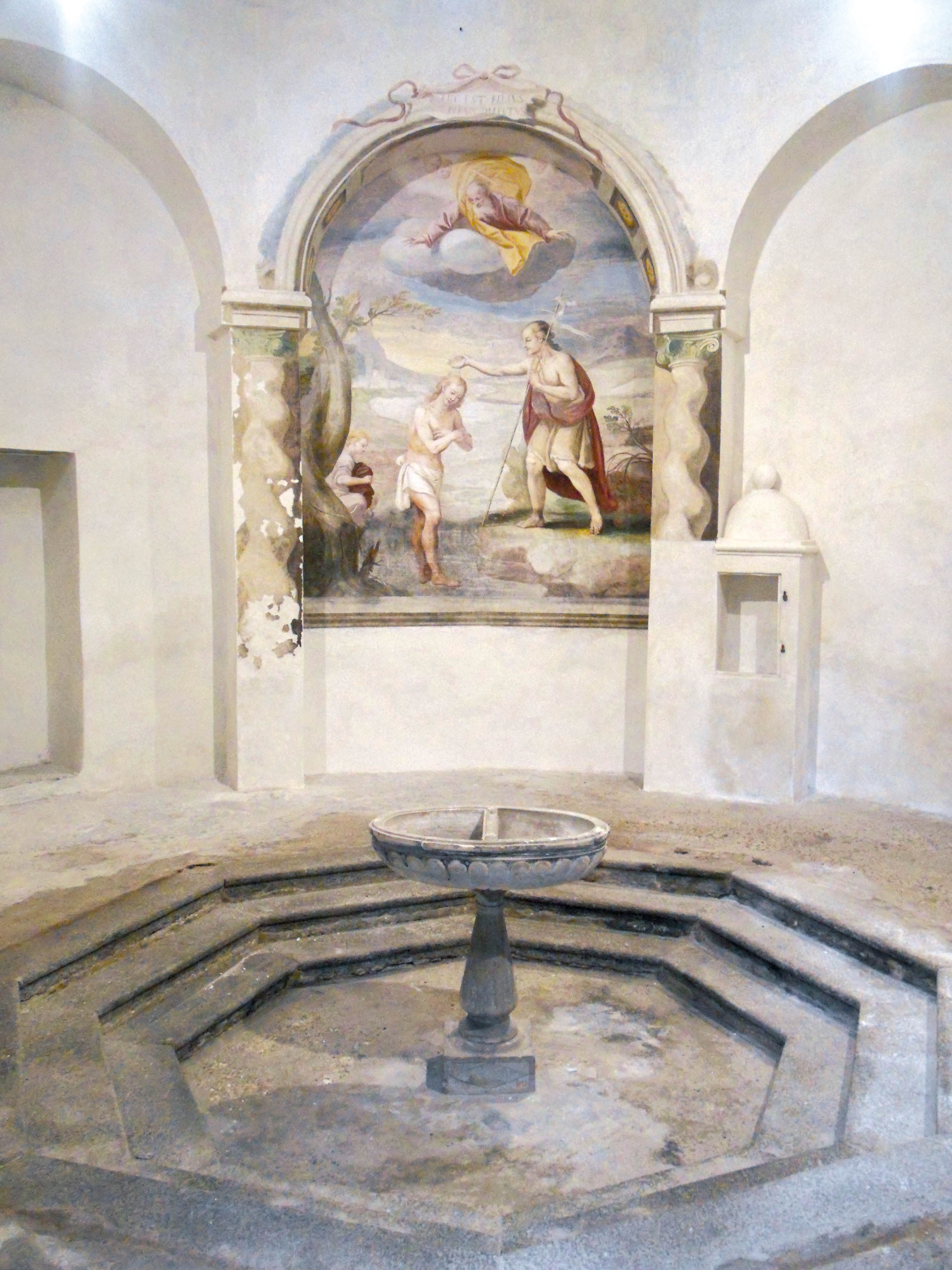

Nell'interno l'impianto ottagonale è definito da otto contrafforti archivoltati in aggetto, che costituiscono l'ossatura strutturale della copertura a padiglione, protetta da tiburio. I lati dell'ottagono, lievemente concavi, si deformano in due absidiole, simmetriche rispetto all'ingresso, entro le quali nel corso dei secoli furono posizionati gli altari: prima in quella a sud est, poi, dall'inizio del Seicento, in quella a nord est. Alla fine del Quattrocento fu aperto il secondo ingresso, ora tamponato.
Il fonte, in marmo bianco, sostenuto da colonnetta, è al centro della depressione pavimentale, richiesta dal vescovo Bascapè per rispettare il canone ecclesiastico e delimitata da una balaustrata lignea (ora rimossa per il restauro), con elementi bidimensionali a doppia clava inframmezzati da dado. Nel rito battesimale scendere e risalire dal fonte è metafora della morte con Cristo e della rinascita, in Cristo risorto, l'“ottavo giorno”, nella risurrezione finale in cui si compie la creazione della Genesi. Si giustifica in tal modo il simbolismo numerico, tradotto nella forma ottagonale della struttura.
Tra la fine del XV secolo e la prima metà del XVIII tre campagne decorative ne arricchiscono l'interno. Alla prima fase appartengono i due affreschi del Battesimo di Cristo tra i Santi Grato e Apollonia, sulla parete nord, e la Madonna con il Bambino, nell'absidiola sud est, emersa nel corso degli ultimi interventi di restauro e ancora in parte sotto scialbo. Entrambi rientrano nell'indirizzo dei maestri che dominano la scena novarese tra la fine del XV e l'inizio del XVI secolo, nell'ambito culturale di Giovanni Antonio Merli e di Angelo de Orello, alias Anonimo di Borgomanero. Coevi sono l'Agnus pasquale reggente il vessillo crucisignato, rappresentato al centro della volta entro un clipeo delimitato da una cornice intrecciata ed esaltato dal sole radiante, e l'intonaco a graffito a tre solchi, con losanghe che racchiudono il motivo a doppia "S", ancora in buona parte conservato nella parte inferiore delle pareti, ricorrente sia negli interni, che sui prospetti degli edifici, già a partire dall'età sforzesca.
Alla seconda fase va ascritto il monumentale San Giovanni Battista reso a monocromo, come disegno preparatorio di un'ipotetica opera incompiuta, recentemente portato in luce dai restauri all'interno dell'absidiola sud est.
La vigorosa immagine, sullo sfondo di un morbido paesaggio nel quale si inoltra un corso d'acqua, sormontata, nel catino absidale, da una grande conchiglia di sapore classico, è improntata sull'arte figurativa lombarda del primo ventennio del Cinquecento, non indenne da simpatie bramantesche e leonardesche.
La cornice a stucco, che la inquadra, coronata da cherubo e festoni di frutta, conservati solo in parte, è nello stile dei magistri itineranti dei laghi lombardi della seconda metà del XVII secolo.
Nell'absidiola nord est il piccolo dipinto con la Nascita di San Giovanni Battista è segnalato a partire dalla fine del Seicento. Il tema è illustrato in modo didascalico alla maniera gaudenziana, con le levatrici in primo piano che accudiscono il bambino, mentre Elisabetta, che da poco ha partorito, è sdraiata sul letto a baldacchino e una serva le offre del cibo. Sullo sfondo, nella vignetta, ricompare l'anziana donna in compagnia di Zaccaria, mentre intercede dal Signore la grazia della maternità.
L'affresco con il Battesimo di Cristo, che campeggia sulla parete di fronte all'ingresso, risale alla metà del Settecento. I personaggi canonici, Cristo e il Battista, giganteggiano in primo piano; l'angelo regge le vesti accanto a un albero contorto, che richiama le colonne tortili della quadratura di impaginazione sui contrafforti. Sullo sfondo il paesaggio è evanescente e tra le nubi, in alto, incombe potente la figura di Dio Padre. Il pittore, ancora attratto dai modi barocchi, mostra tuttavia un aggiornamento di sensibilità rocaille nelle tonalità perlacee, liquide, stese mediante un ductus compendiario e fluido ricorrente nei pittori attivi tra Seicento e Settecento al Sacro Monte di Orta.

## Interventi di recupero della struttura originaria

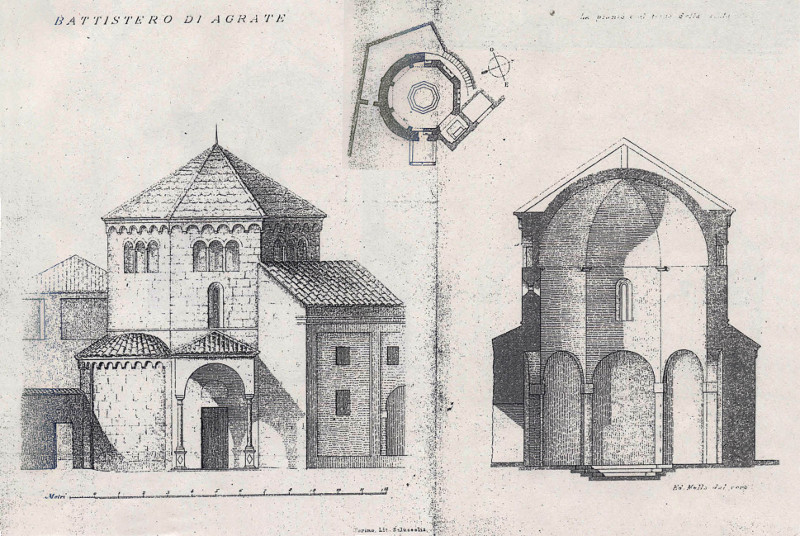

La mappa del catasto antico (1723), confermando l'organizzazione a pianta centrale della struttura, evidenzia la presenza del vestibolo di bella forma avanti l'oratorio. La struttura era stata costruita prima del 1648 per esigenze canoniche del rito del battesimo. Sono le novità grafi che-volumetriche tracciate sulla mappa Rabbini (1865) a suggerirci il riconoscimento di un intercorso processo modificativo di quella porzione di ambito urbano che da sempre ha visto la stretta e contemporanea presenza di spazi destinati al culto e di fabbriche private a carattere residenziale, senza alterare il cannocchiale visivo esistente ancora oggi, immortalato nella documentazione fotografi ca storica.
Si fa riferimento all'ossario posto ad aquilonem del battistero, costruito da poco (de novo), secondo quanto attesta il vescovo Visconti nel 1698 e che il parroco Giuseppe Antonio Ferrero, relazionando al vescovo Balbis Bertone il 29 maggio 1758, descrive appresso all'oratorio, chiuso da una ferrata fatta a opera di fiori, con all'interno un sepolcro per i fanciulli.
Del volume, ricordato ancora dal vescovo Morozzo nel novembre del 1818, oggi rimane traccia solo nei disegni di Edoardo Mella datati 1876.
E sono proprio i disegni del Mella che ci guidano in questo percorso conoscitivo, da cui emerge la presenza di un vano cappella con altare, in aderenza all'ossario e in aggetto al profilo della fabbrica originaria del battistero.
Assecondando il perimetro circolare, un elemento di risalita, con molta probabilità, dava l'accesso al solaro soprastante senza modificare il percorso privilegiato su cui si attestava l'unico ingresso sormontato da un oculo vetrato.
La fortuna critica dell'oratorio di s. Gio., che già nel 1863 sembrava essere diventato semplicemente un luogo di deposito, trova avvio con la circolare del Museo di Patria Istruzione del 1º febbraio 1878 da cui risulta catalogato come Monumento archeologico medioevale. Il rilievo è disegnato dal C.te Edoardo Mella. Nella relazione l'architetto, auspicando la soppressione delle strutture aggiunte, considera che comunque ne sia di questo monumento barbaramente avariato coll'interna rottura per praticarvi una cappella, e coll'esterno portico e fabbricato addossatogli, egli è certamente del massimo interesse, ed unico nel suo genere.
Se nel 1892 le carte ci parlano non tanto di abbellimenti o di aggiunte a farsi […] ma bensì di lavori di ristauro ed isolamento ordinati dal Genio Civile governativo, sembra lecito ipotizzare che in questi anni si fosse proceduto o meglio attivato il percorso finalizzato alla liberazione del battistero da tutti quei volumi che l'ormai deceduto Mella, già nel 1880, aveva riconosciuto stilisticamente impropri. Il soprintendente Cesare Bertea, a seguito di suo sopralluogo, sembra riaprire il tema della trascuratezza che segnava sia lo splendido battistero che l'area a esso circostante e a cui pose rimedio Vittorio Mesturino per conto della Soprintendenza ai monumenti del Piemonte con il rifacimento della copertura ed il ripristino delle fronti, lavori collaudati al termine dell'estate 1927.
Nuovi stimoli di interesse nei confronti del complesso furono accesi da don Angelo Luigi Stoppa, fondatore dell'Associazione di storia della chiesa novarese (1965), e da Giovanni Romano, referente per la Soprintendenza per i beni artistici e storici del Piemonte (1978), a cui seguirono i piani di intervento diretti da Daniela Biancolini, funzionario della Soprintendenza per i beni architettonici (1987) e l'ultimo significativo complesso programma esecutivo attivato grazie ad una coerente sinergia creatasi tra comunità civile, comunità parrocchiale, enti di tutela e fondazioni (2009-2013).

## Galleria d'immagini

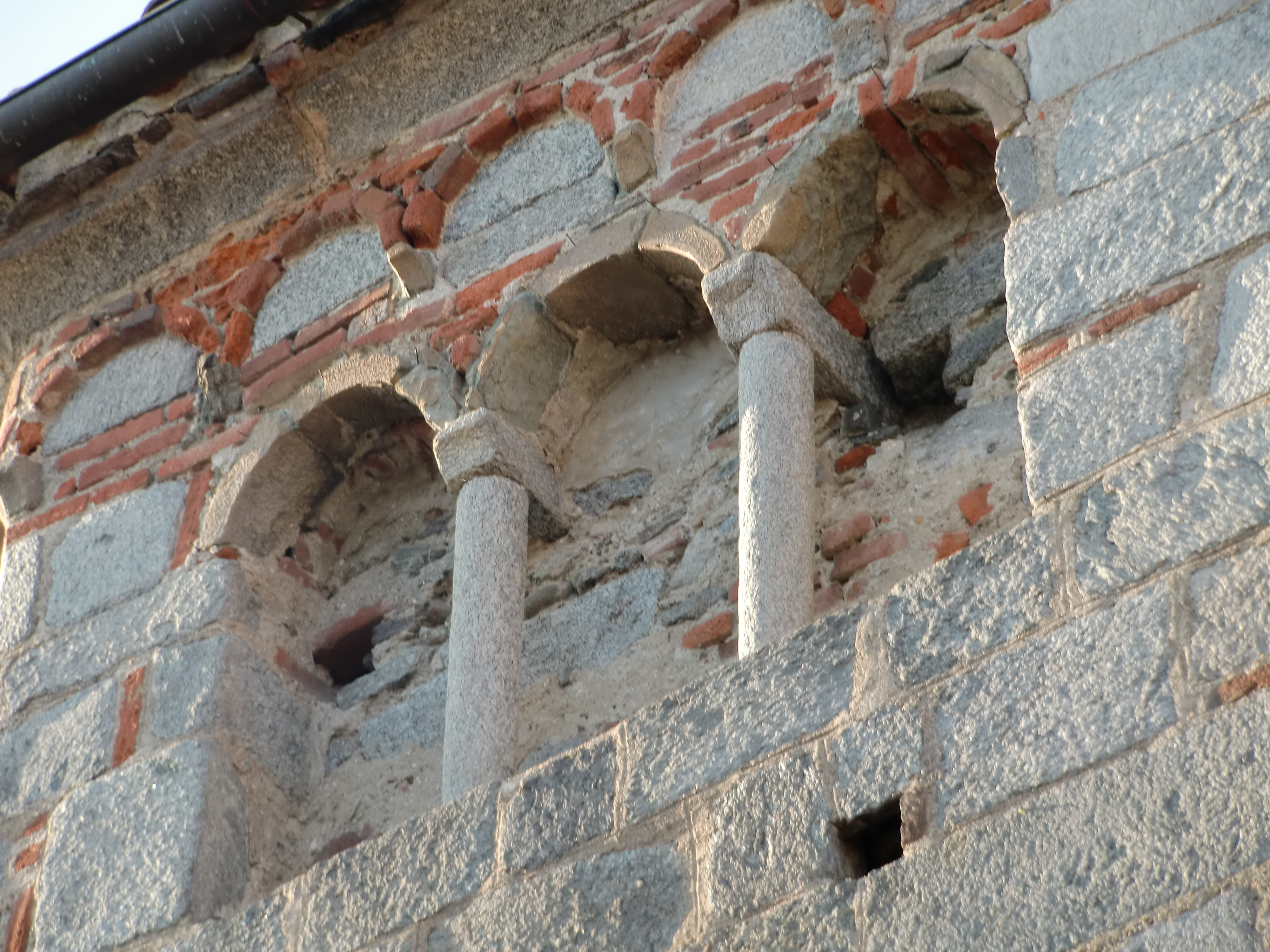
Colonnine con capitelli a gruccia (prima del restauro del 2013)
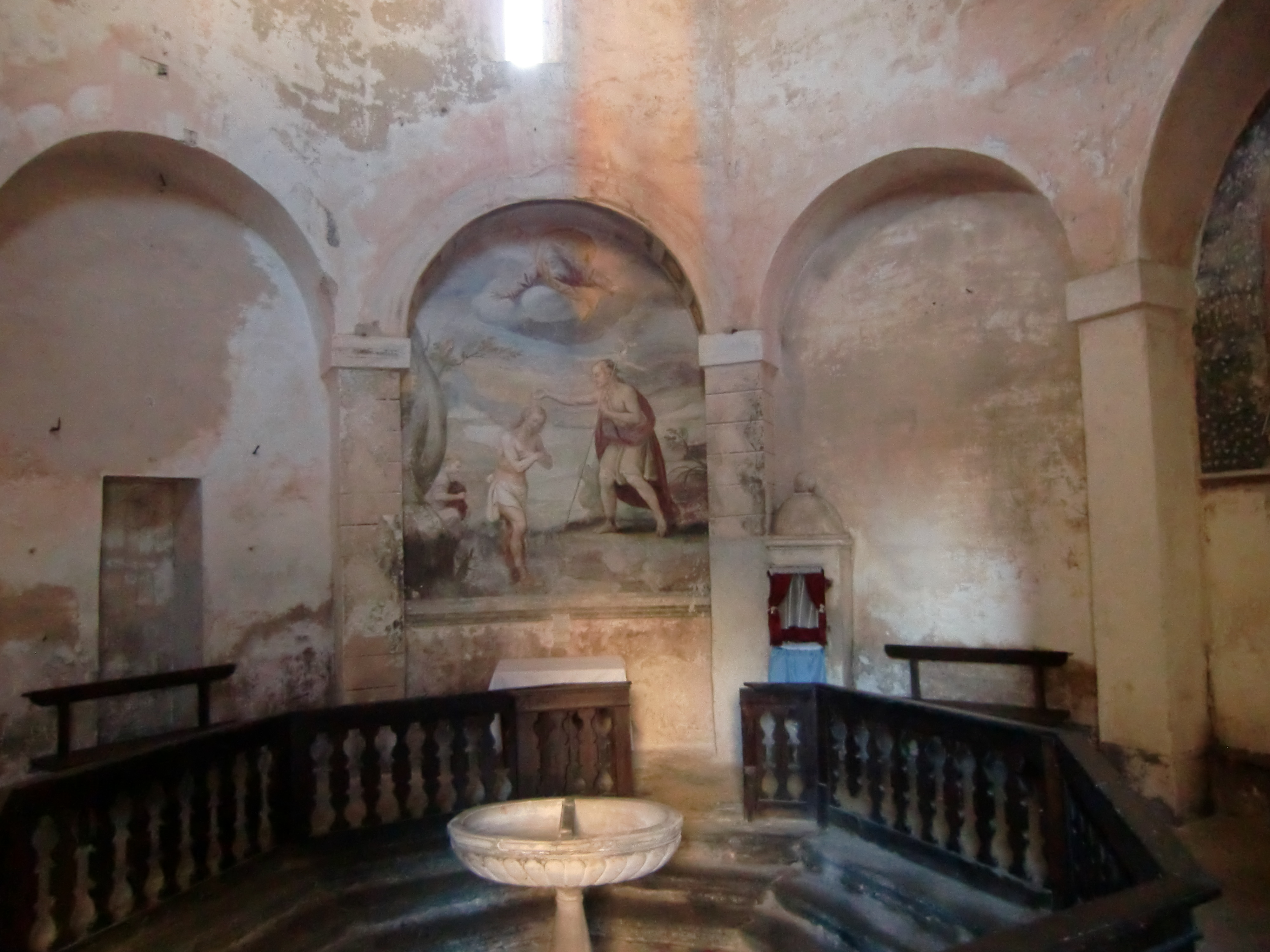
Interno del battistero e fonte battesimale (prima del restauro del 2013)
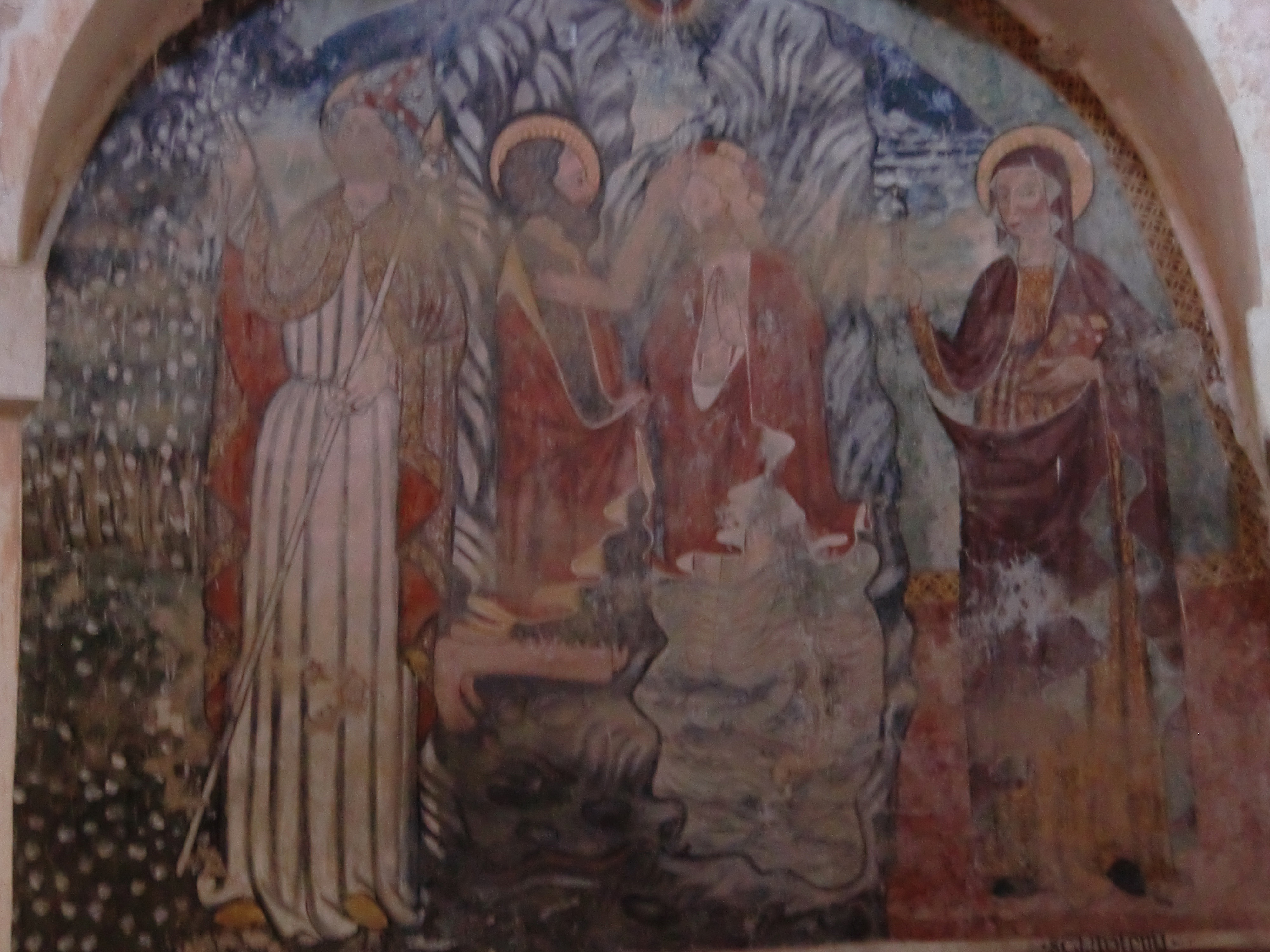
Pittore novarese del XV secolo, Battesimo (prima del restauro del 2013)
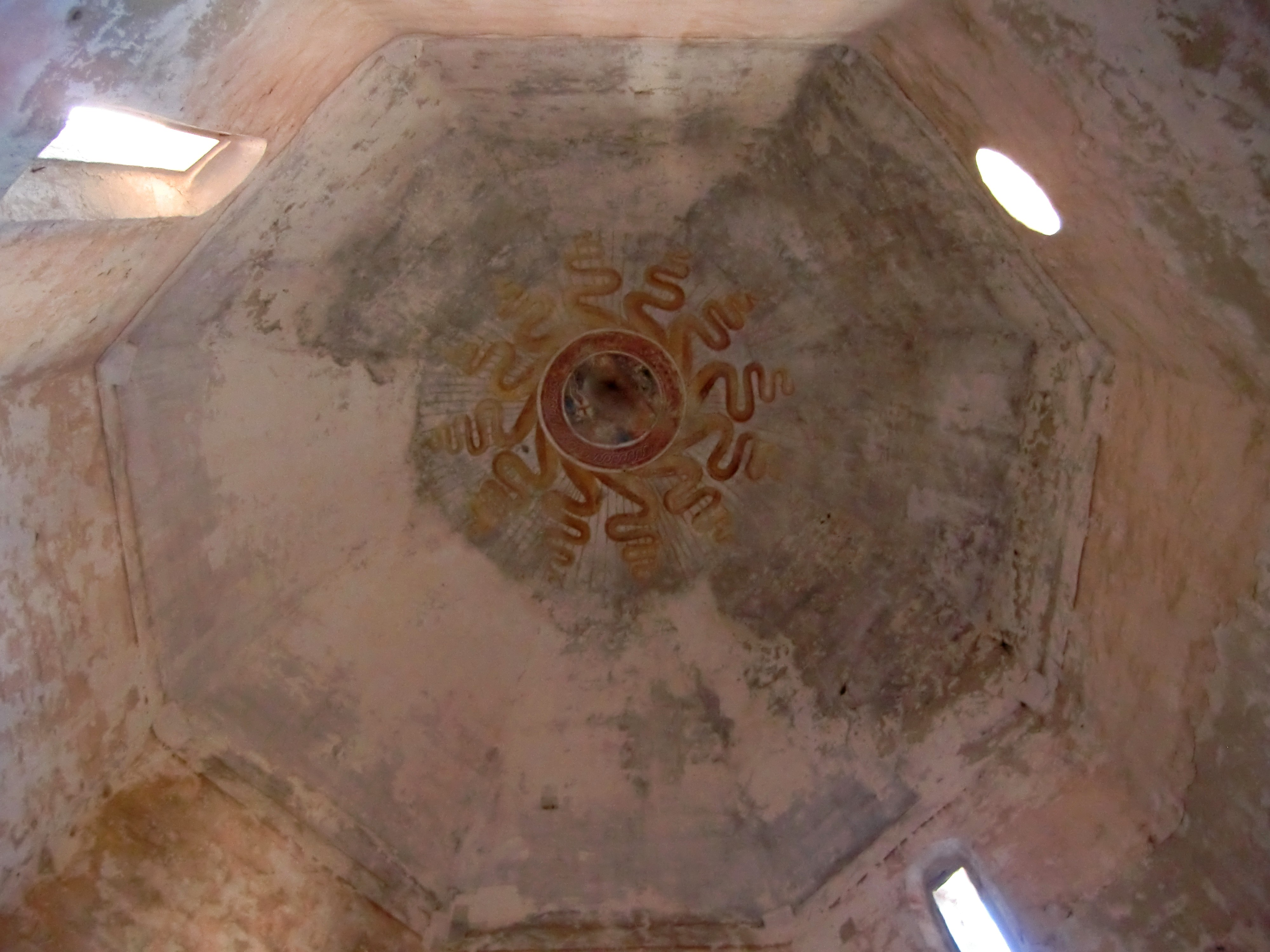
Cupola (prima del restauro del 2013)
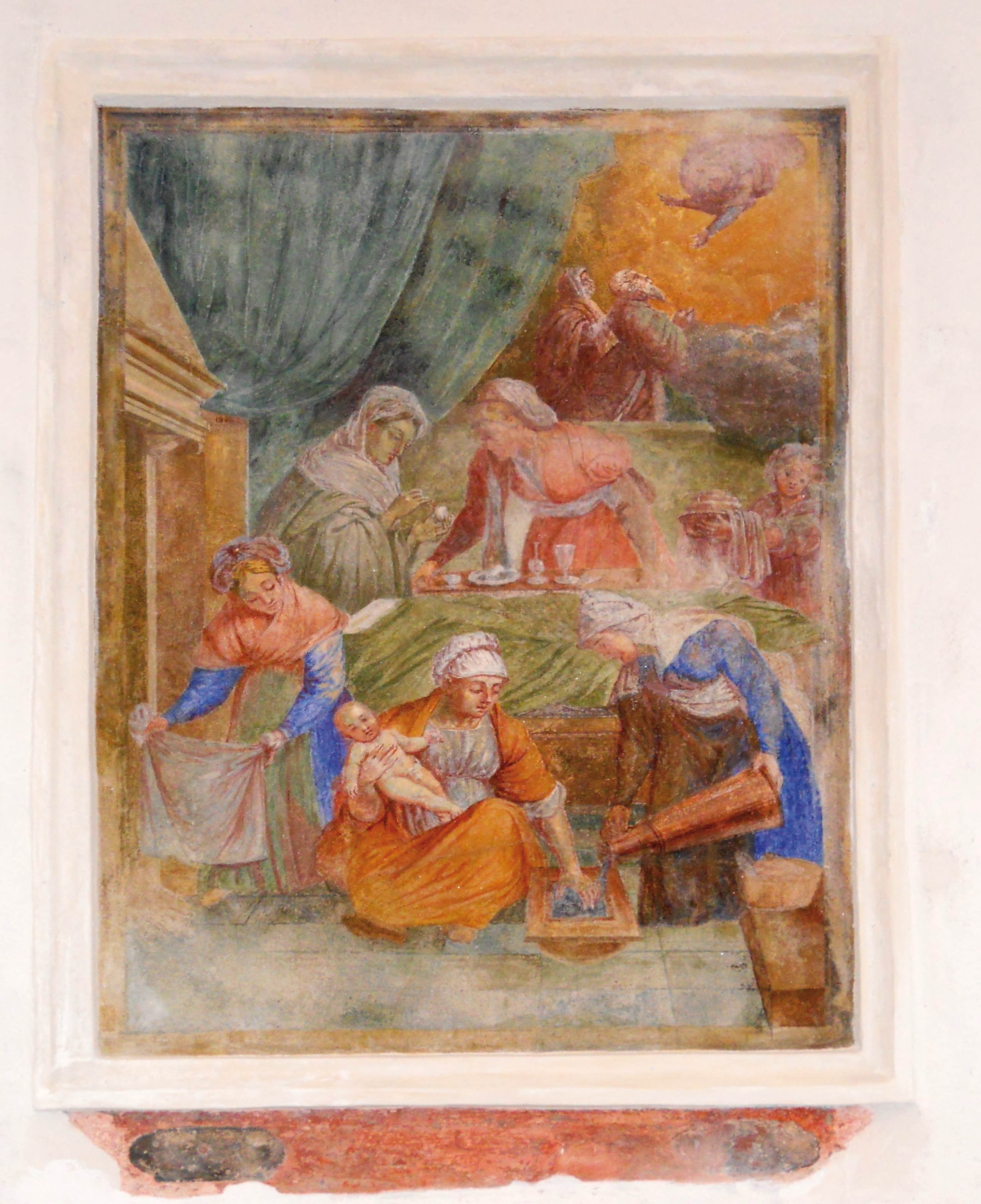
Affresco 1 - Battistero di San Giovanni Battista (Agrate Conturbia)
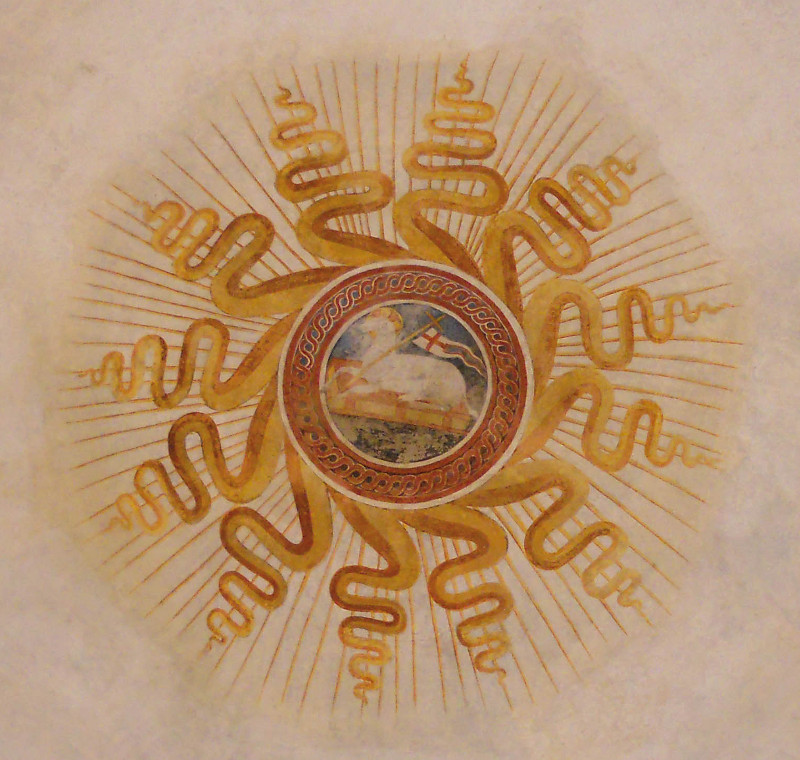
Agnus Pasquale - Battistero di San Giovanni Battista (Agrate Conturbia)
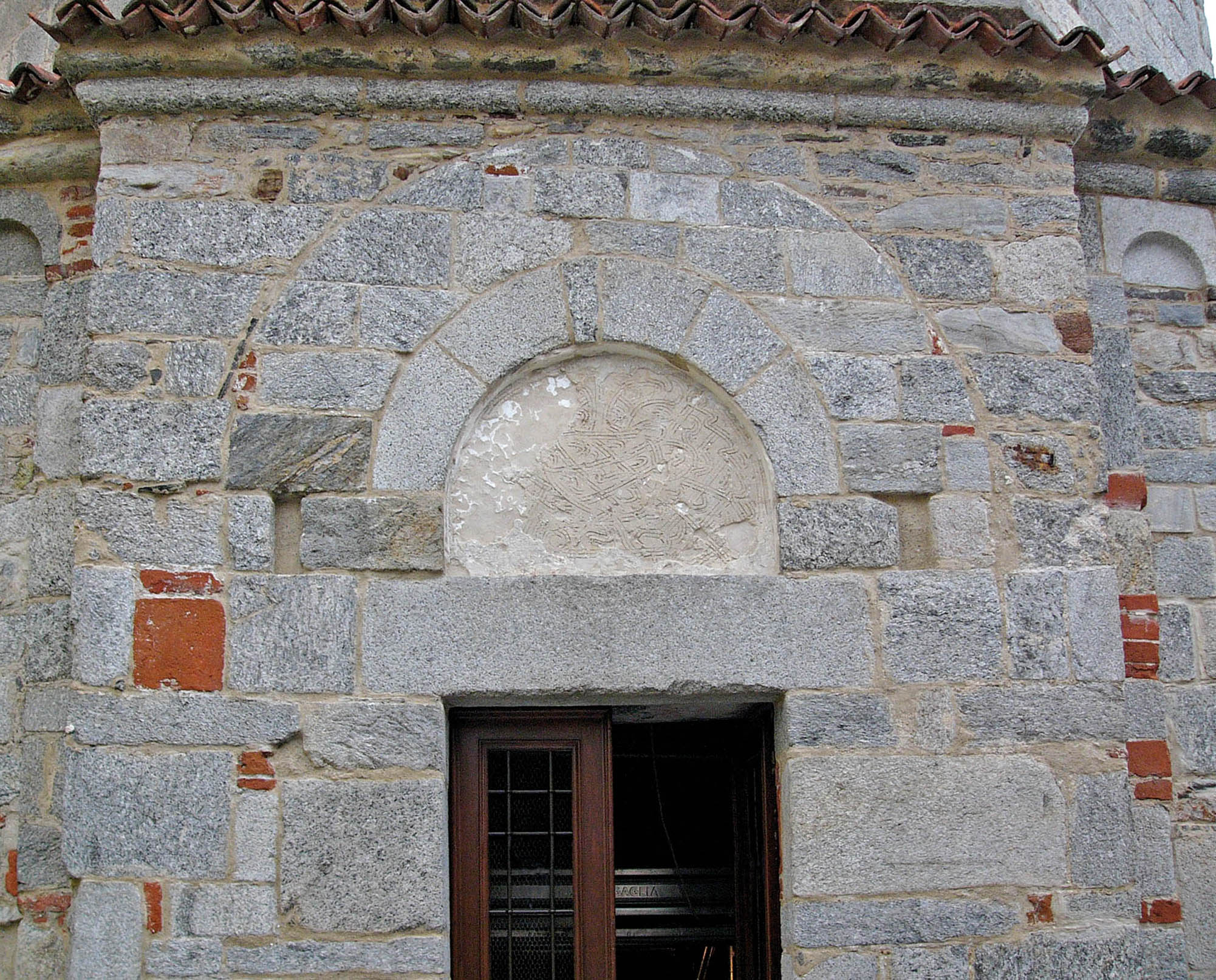
Agosto stortato - Battistero di San Giovanni Battista (Agrate Conturbia)
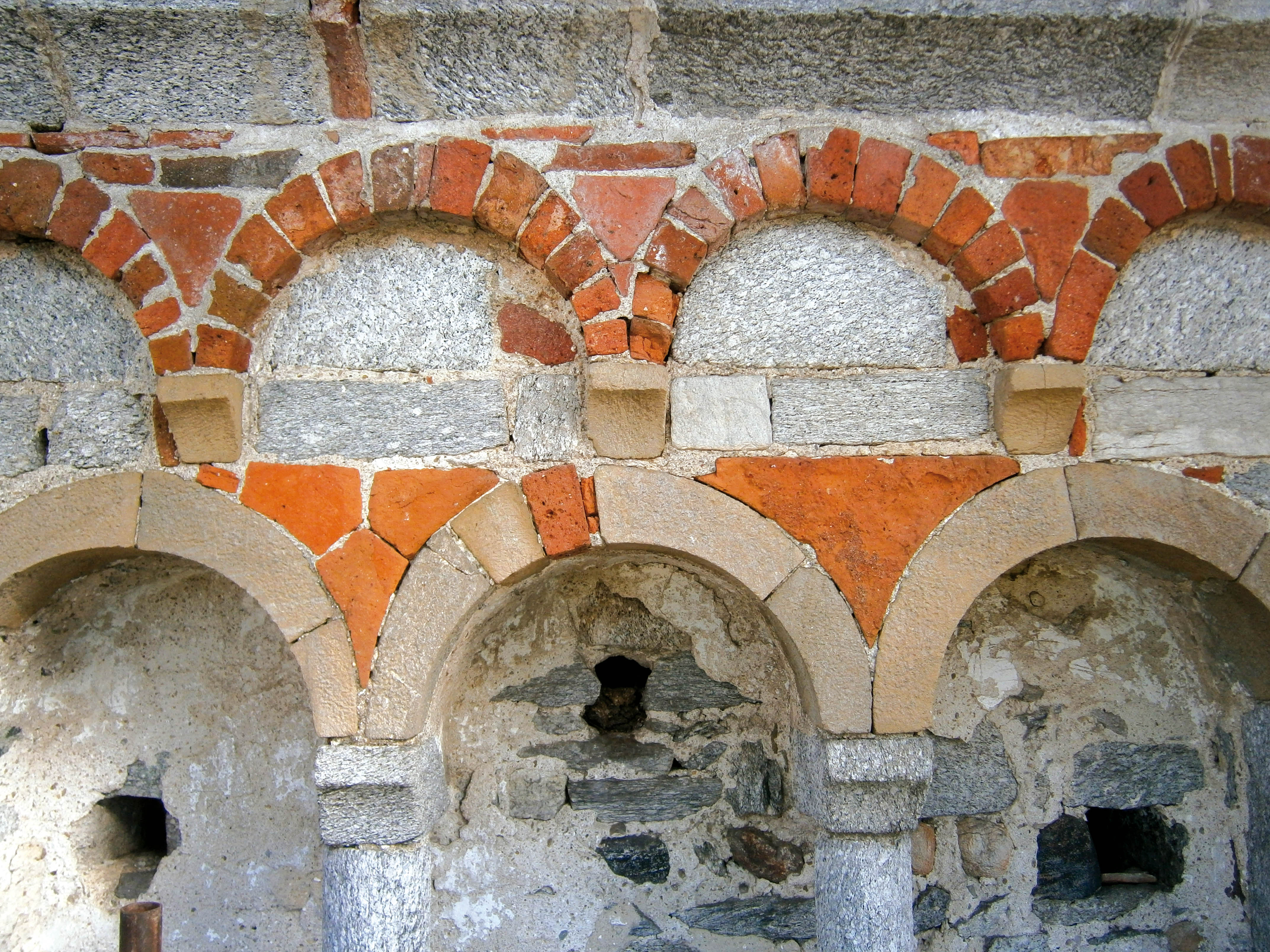
Particolare Trifora - Battistero di San Giovanni Battista (Agrate Conturbia)
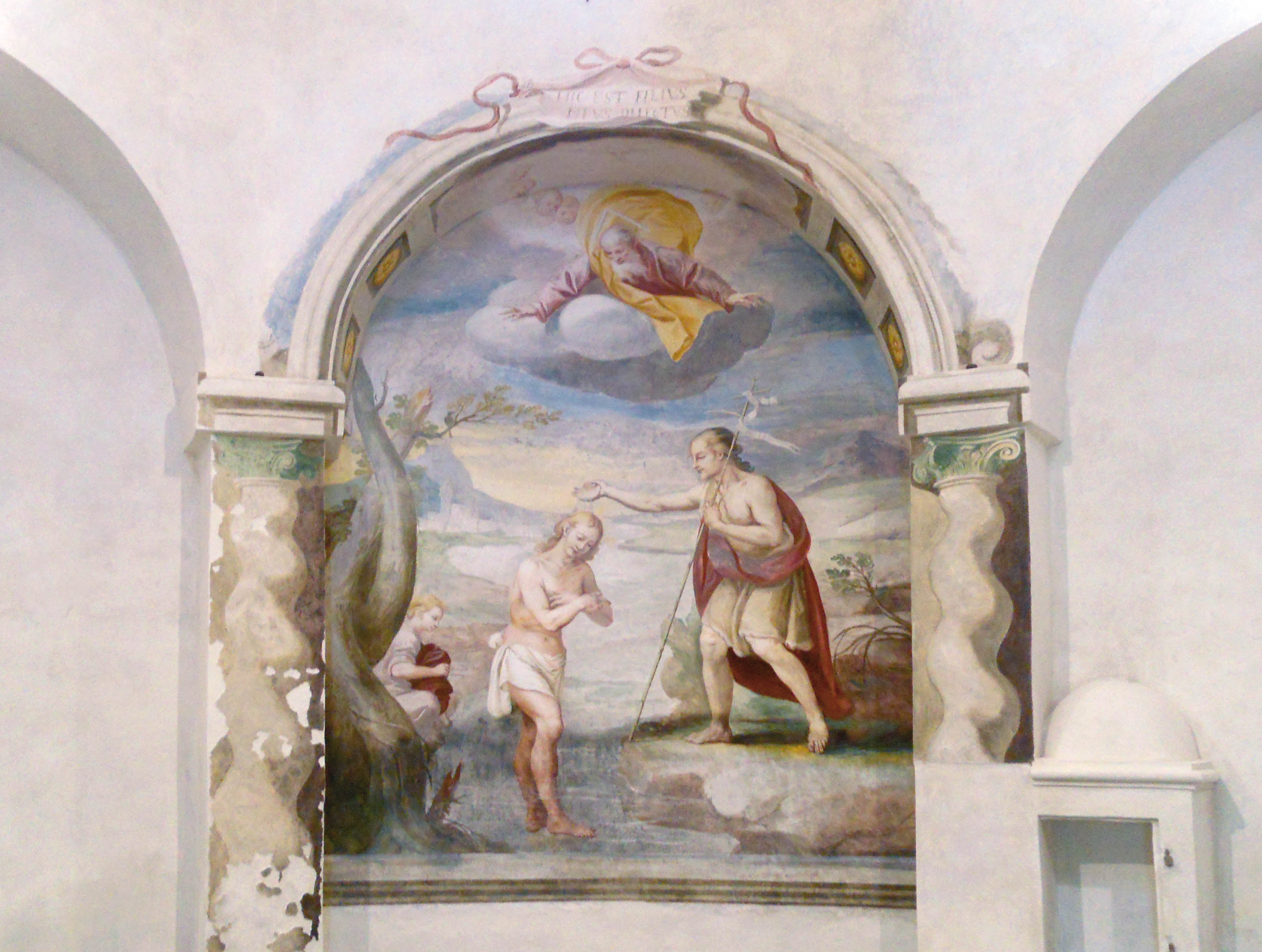
Battesimo con colonne tortili - Battistero di San Giovanni Battista (Agrate Conturbia)
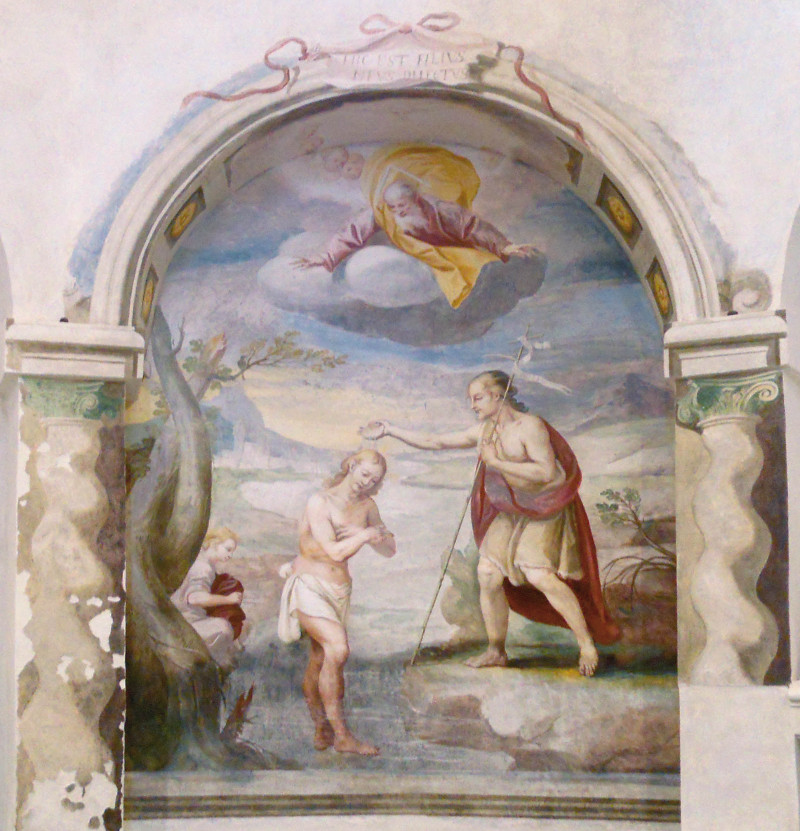
Battesimo del Cristo - Battistero di San Giovanni Battista (Agrate Conturbia)
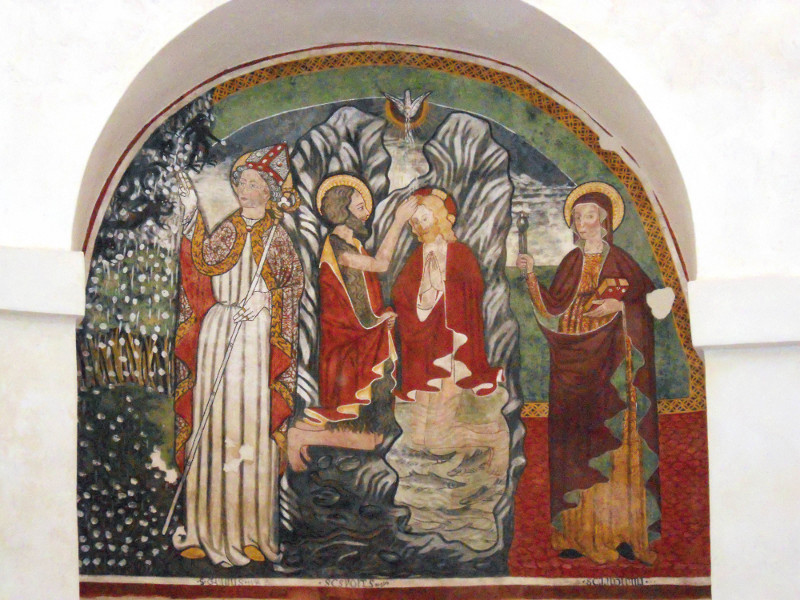
Battesimo di Cristo 2 - Battistero di San Giovanni Battista (Agrate Conturbia)
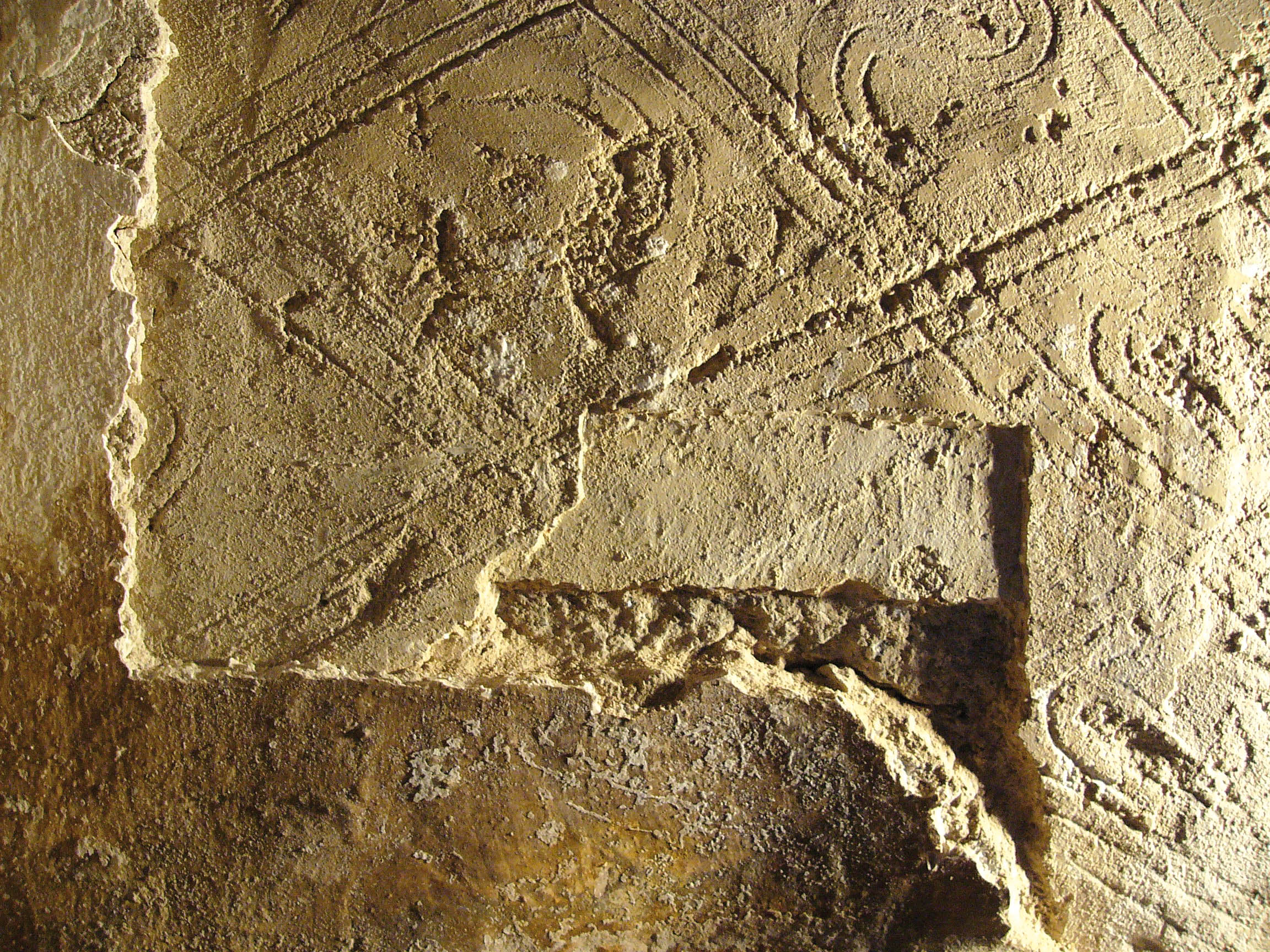
Campionature - Battistero di San Giovanni Battista (Agrate Conturbia)
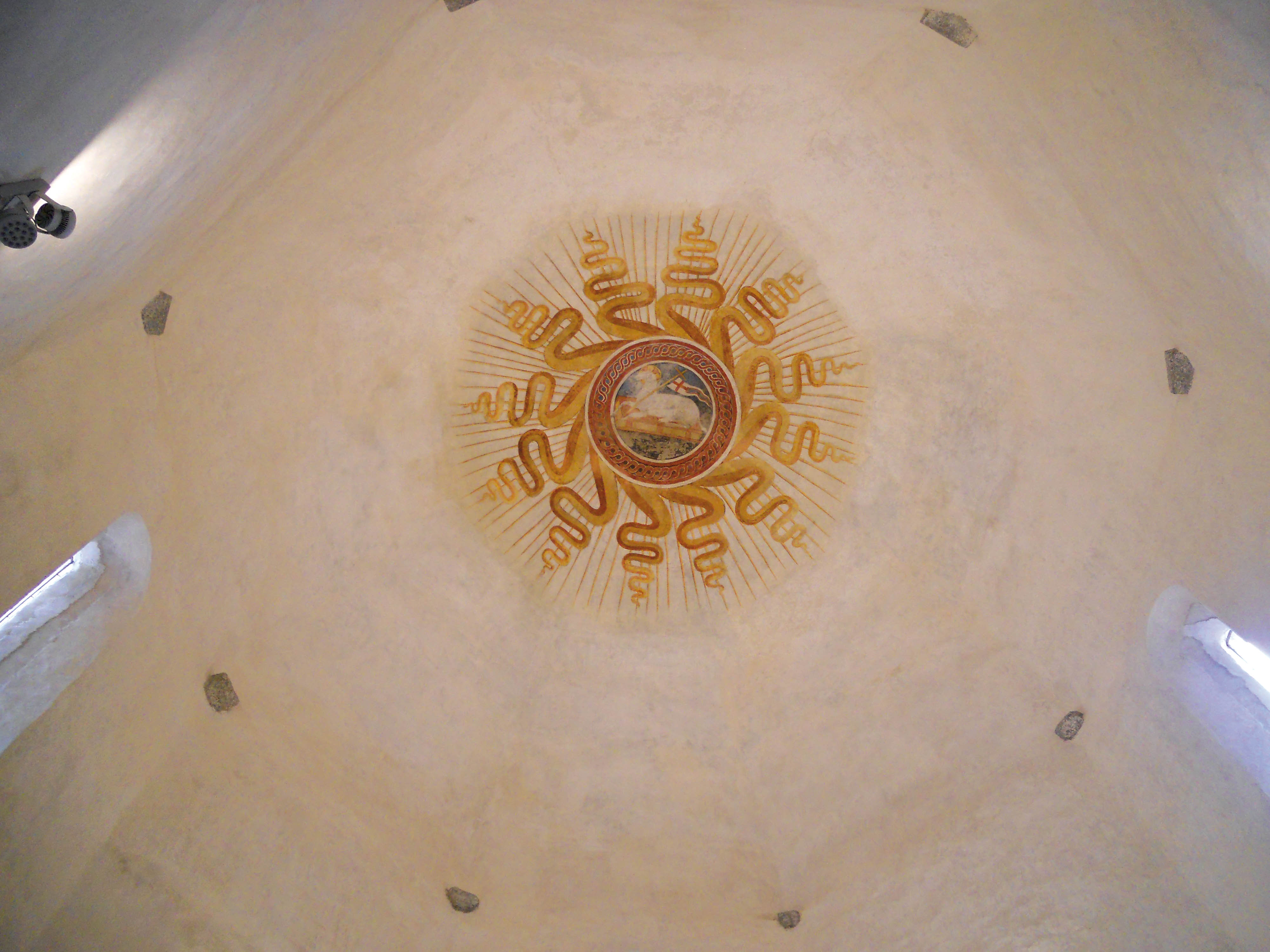
Centro volta - Battistero di San Giovanni Battista (Agrate Conturbia)
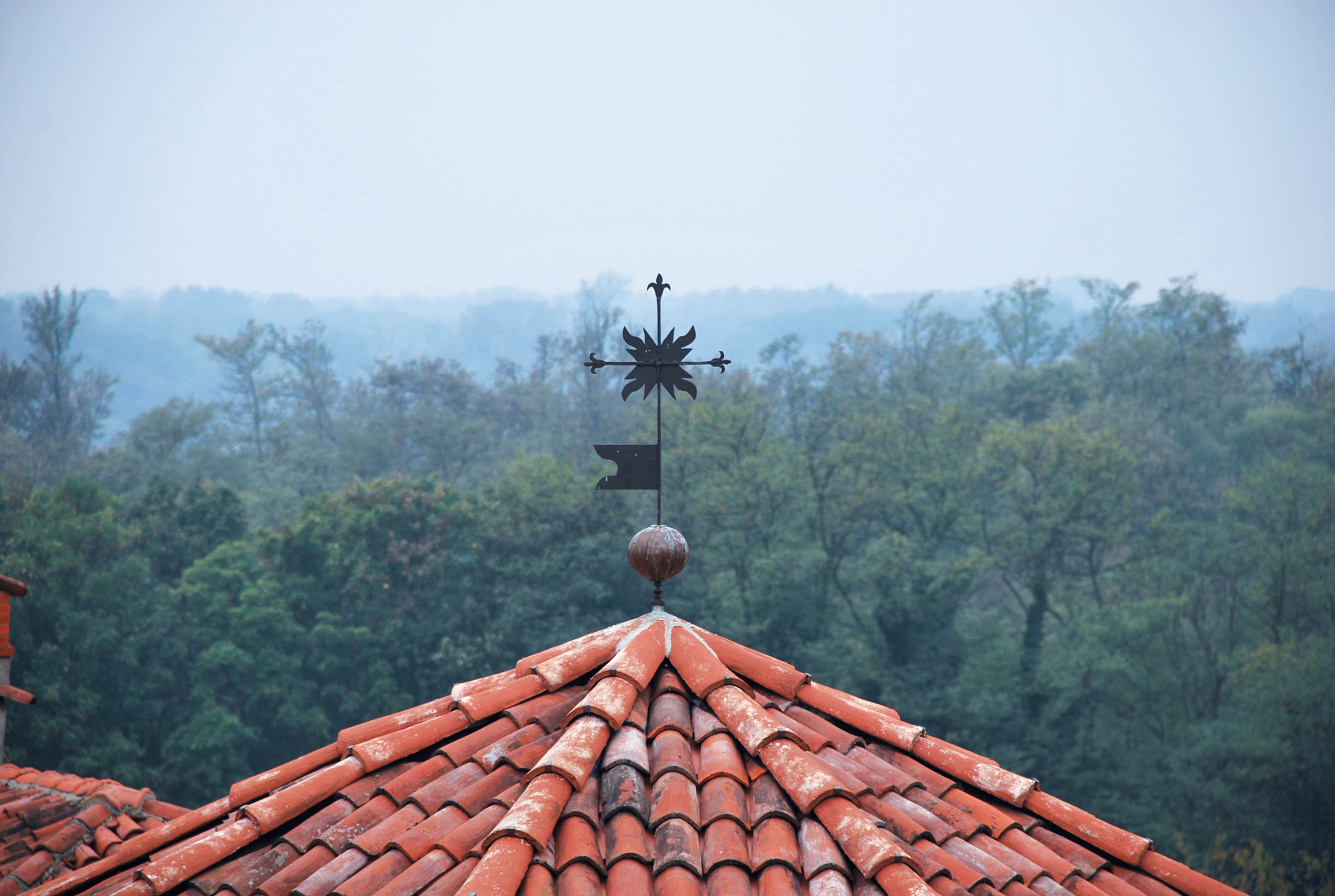
Croce (dopo il restauro 2013) - Battistero di San Giovanni Battista (Agrate Conturbia)
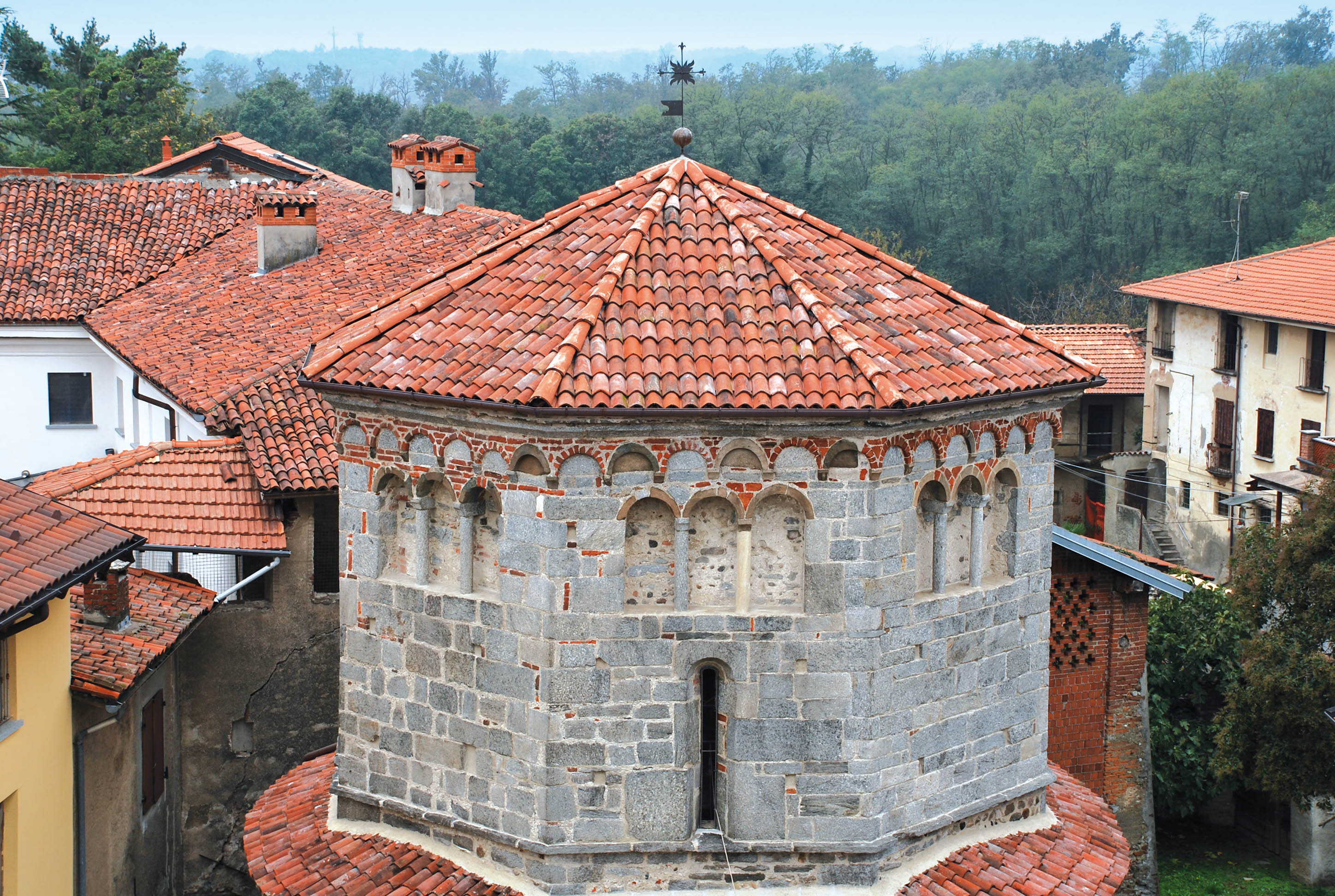
Dado e tetto (dopo il restauro 2013) - Battistero di San Giovanni Battista (Agrate Conturbia)
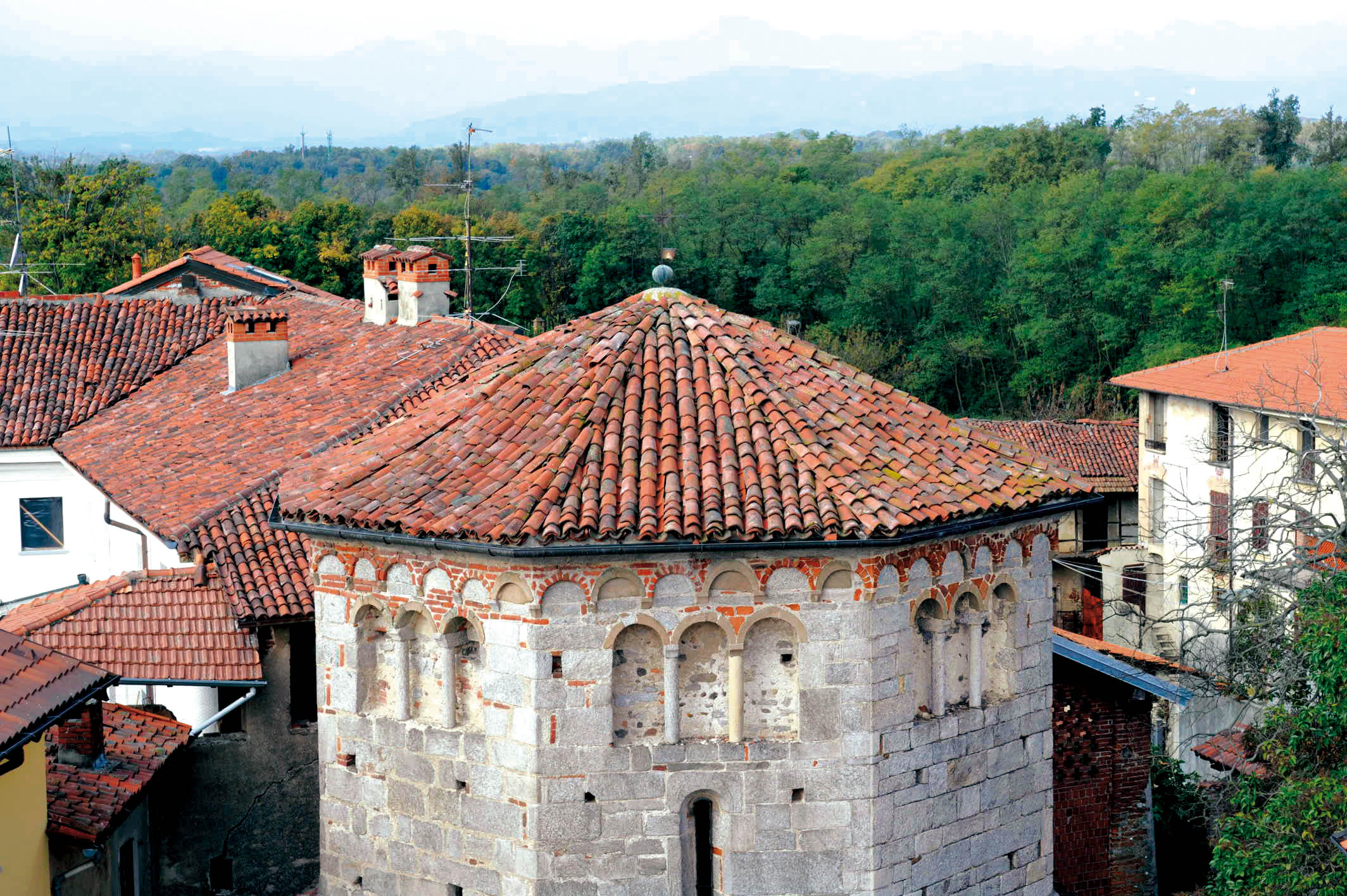
Dado e tetto (prima del restauro 2013) - Battistero di San Giovanni Battista (Agrate Conturbia)
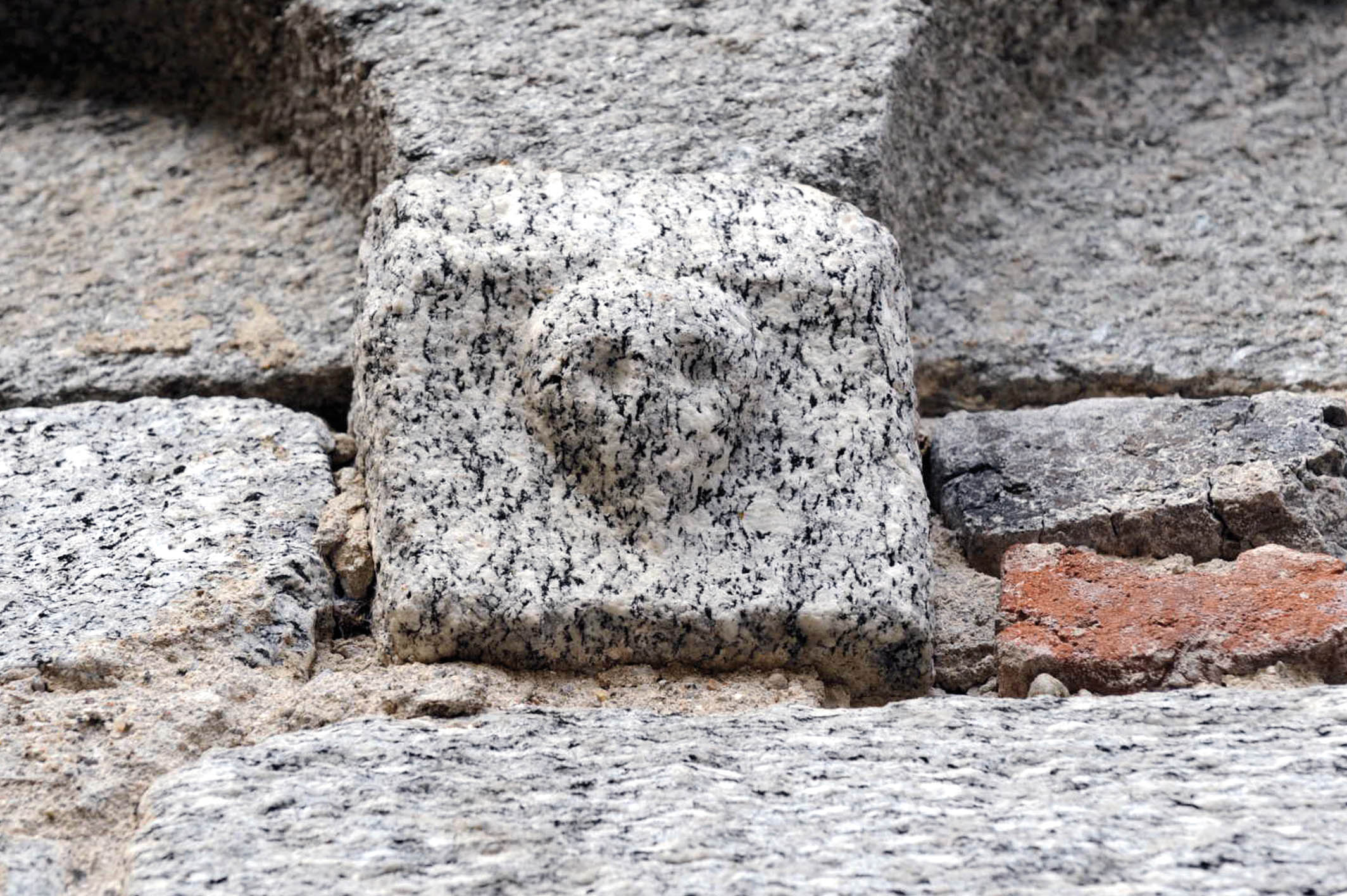
Decoro Trifora - Battistero di San Giovanni Battista (Agrate Conturbia)
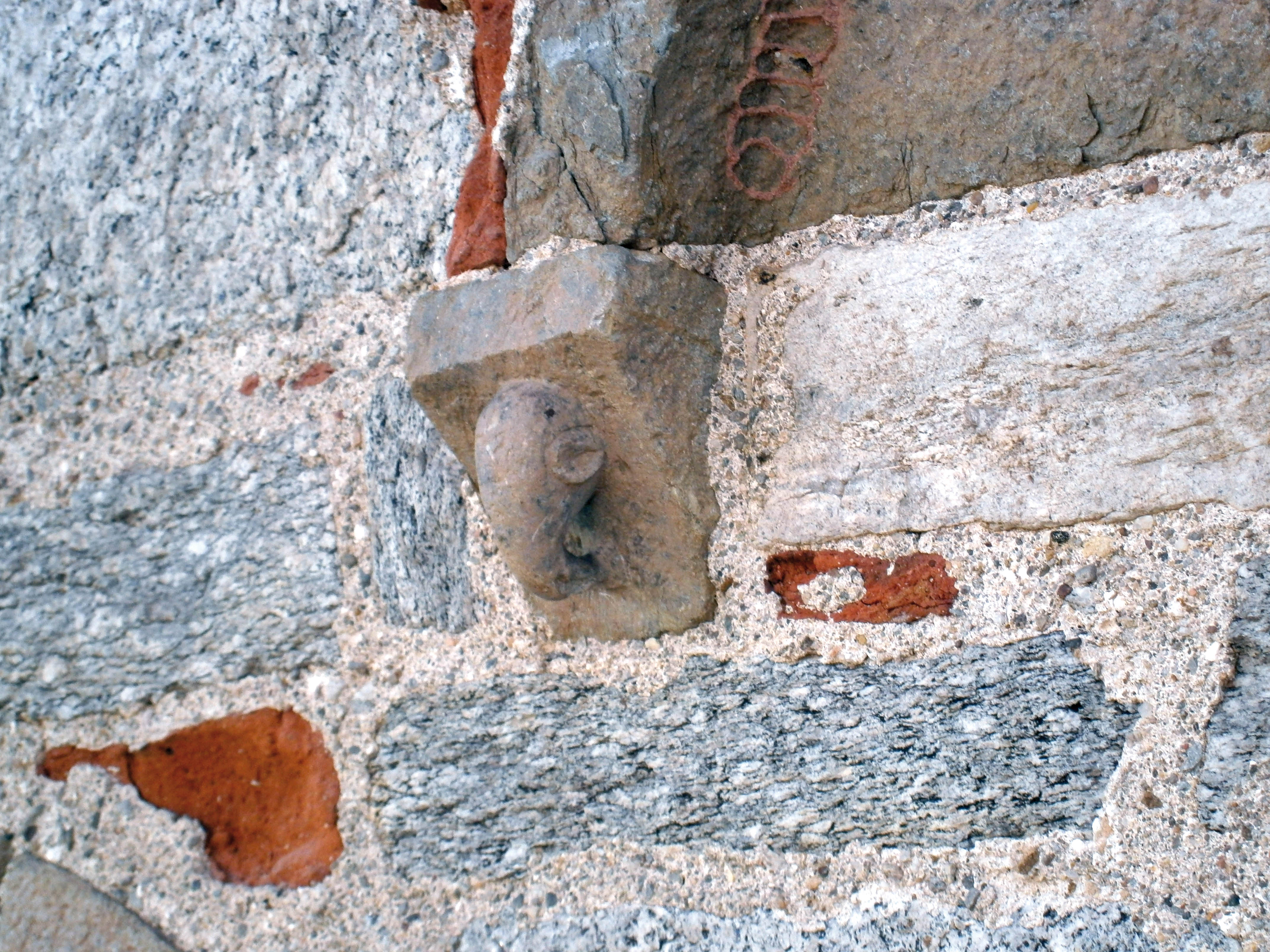
Decoro Trifora 2 - Battistero di San Giovanni Battista (Agrate Conturbia)
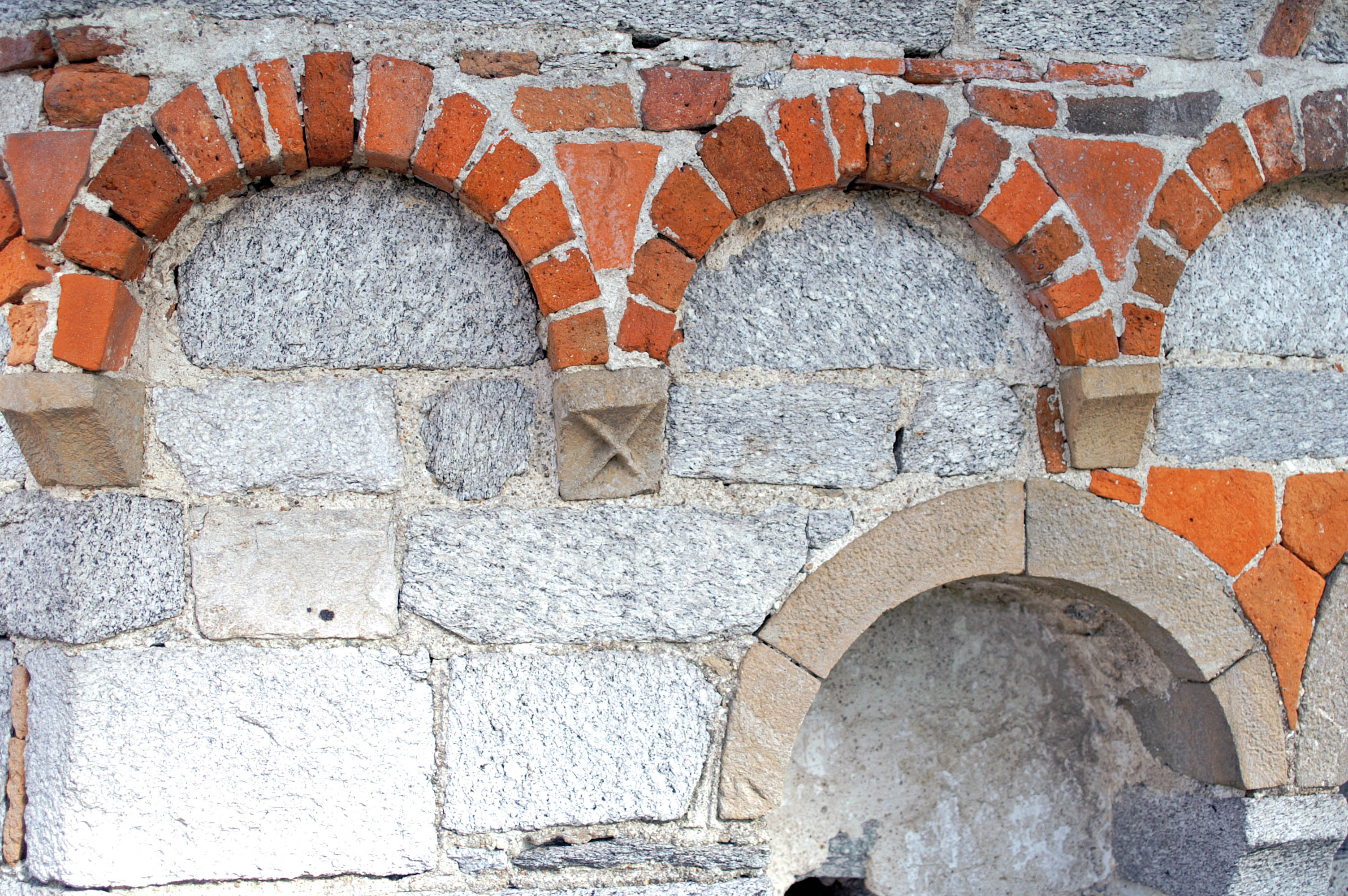
Decoro Trifora 3 - Battistero di San Giovanni Battista (Agrate Conturbia)
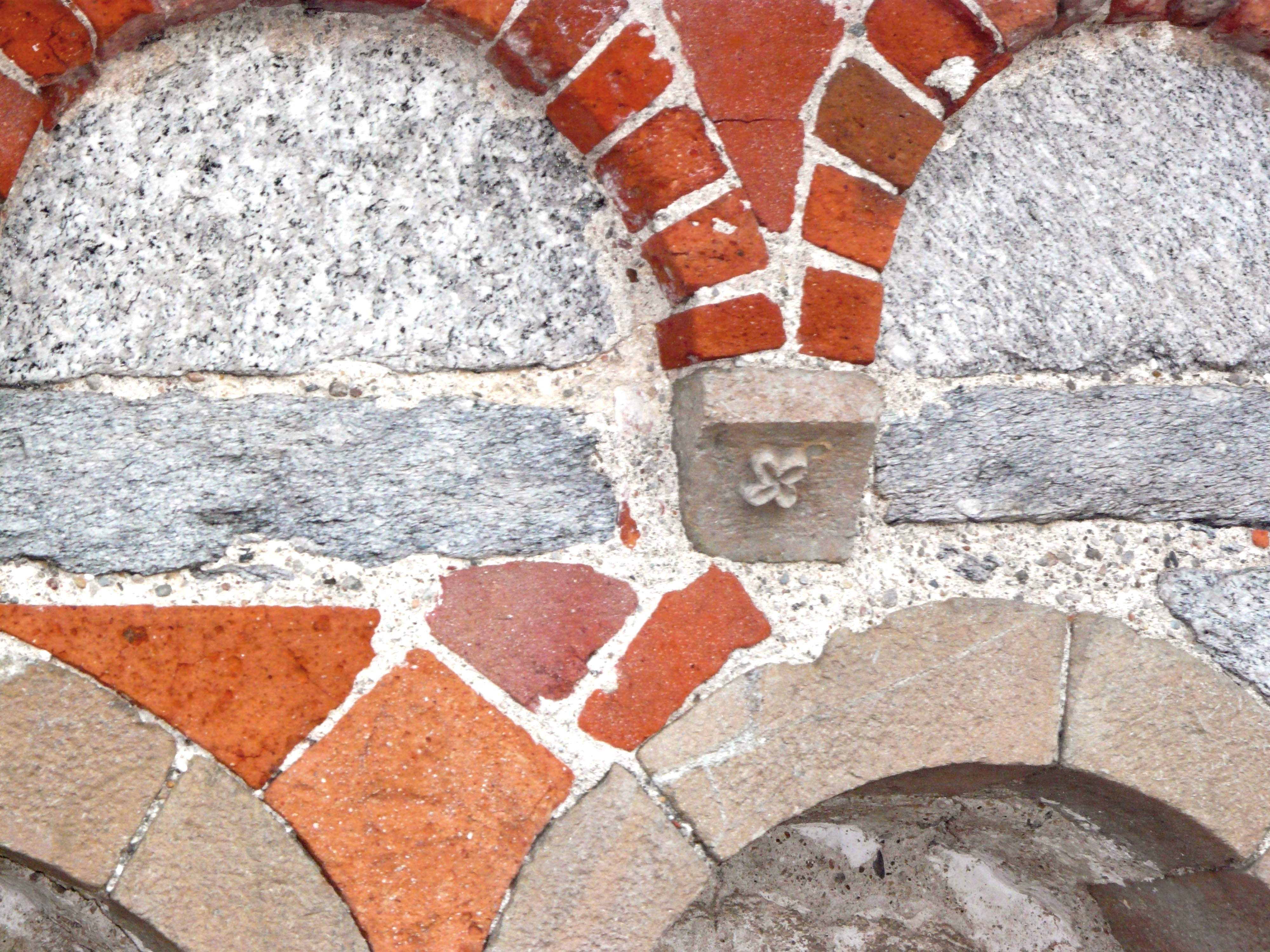
Decoro Trifora 4 - Battistero di San Giovanni Battista (Agrate Conturbia)
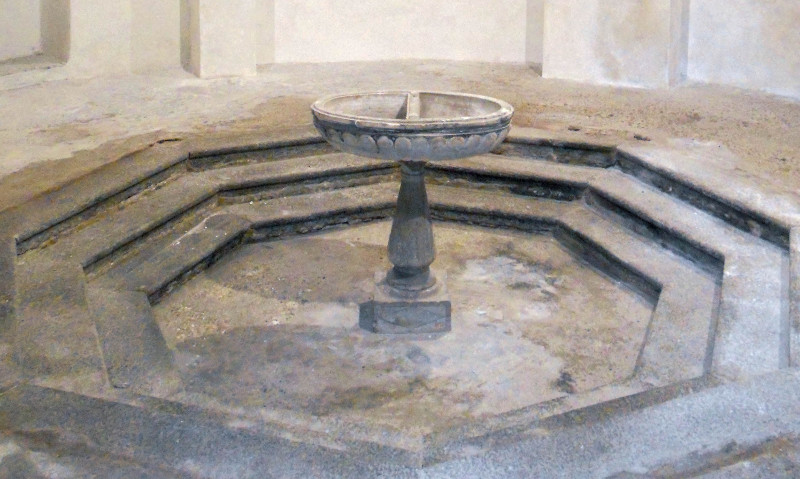
Fonte - Battistero di San Giovanni Battista (Agrate Conturbia)
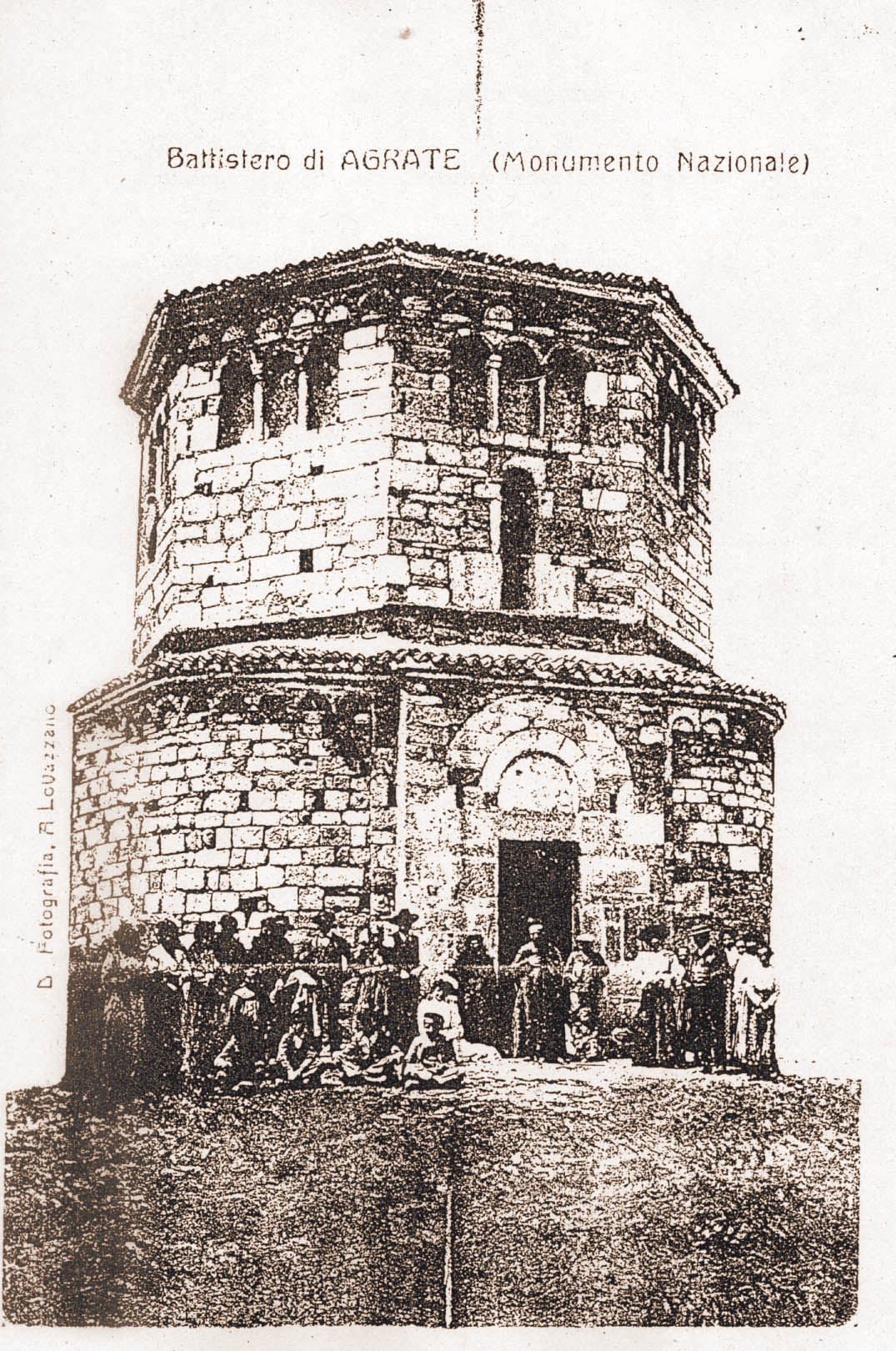
Foto storica Battistero di San Giovanni Battista (Agrate Conturbia)
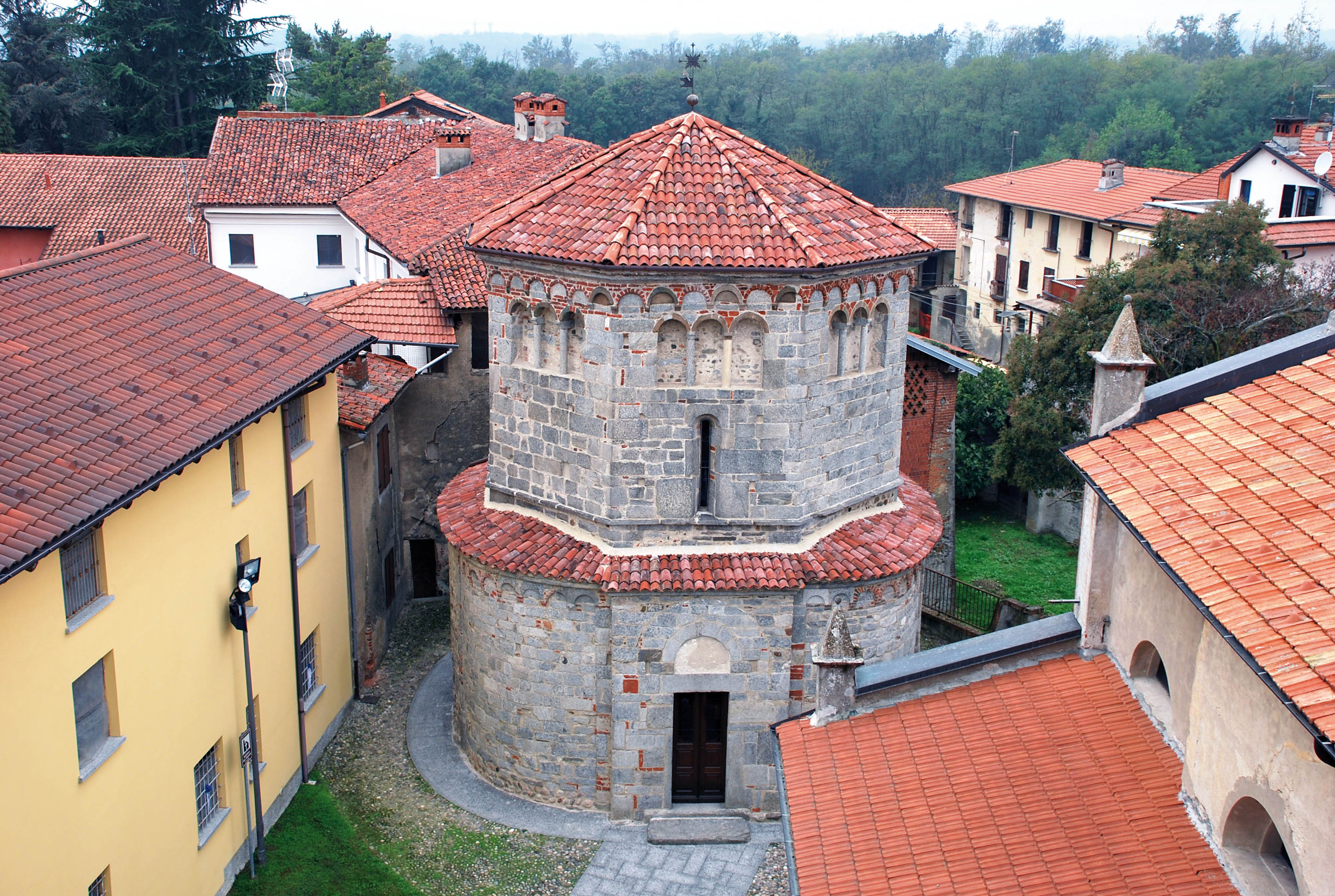
Battistero di San Giovanni Battista (Agrate Conturbia) dal campanile
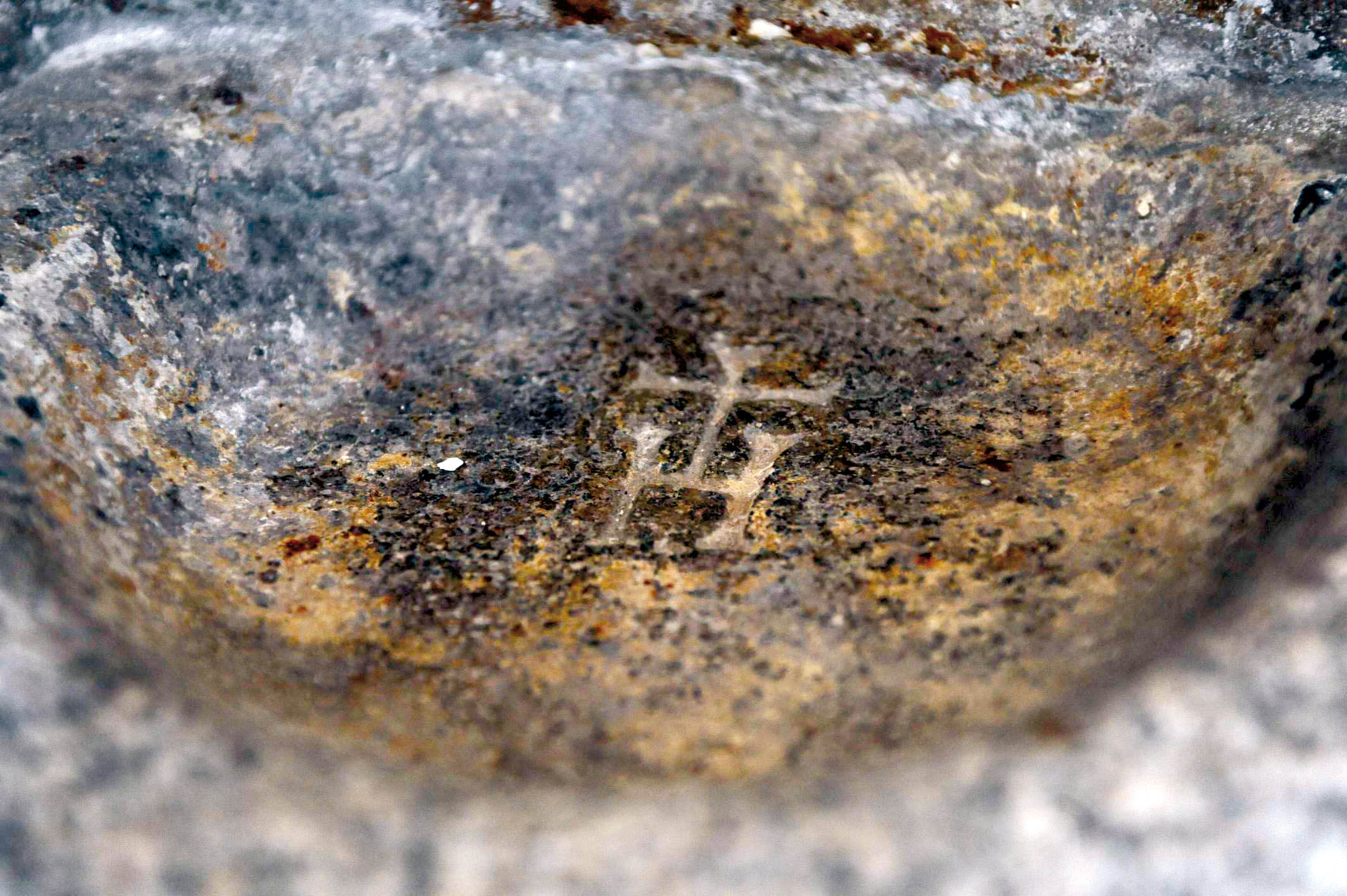
Incisione Battistero di San Giovanni Battista (Agrate Conturbia)
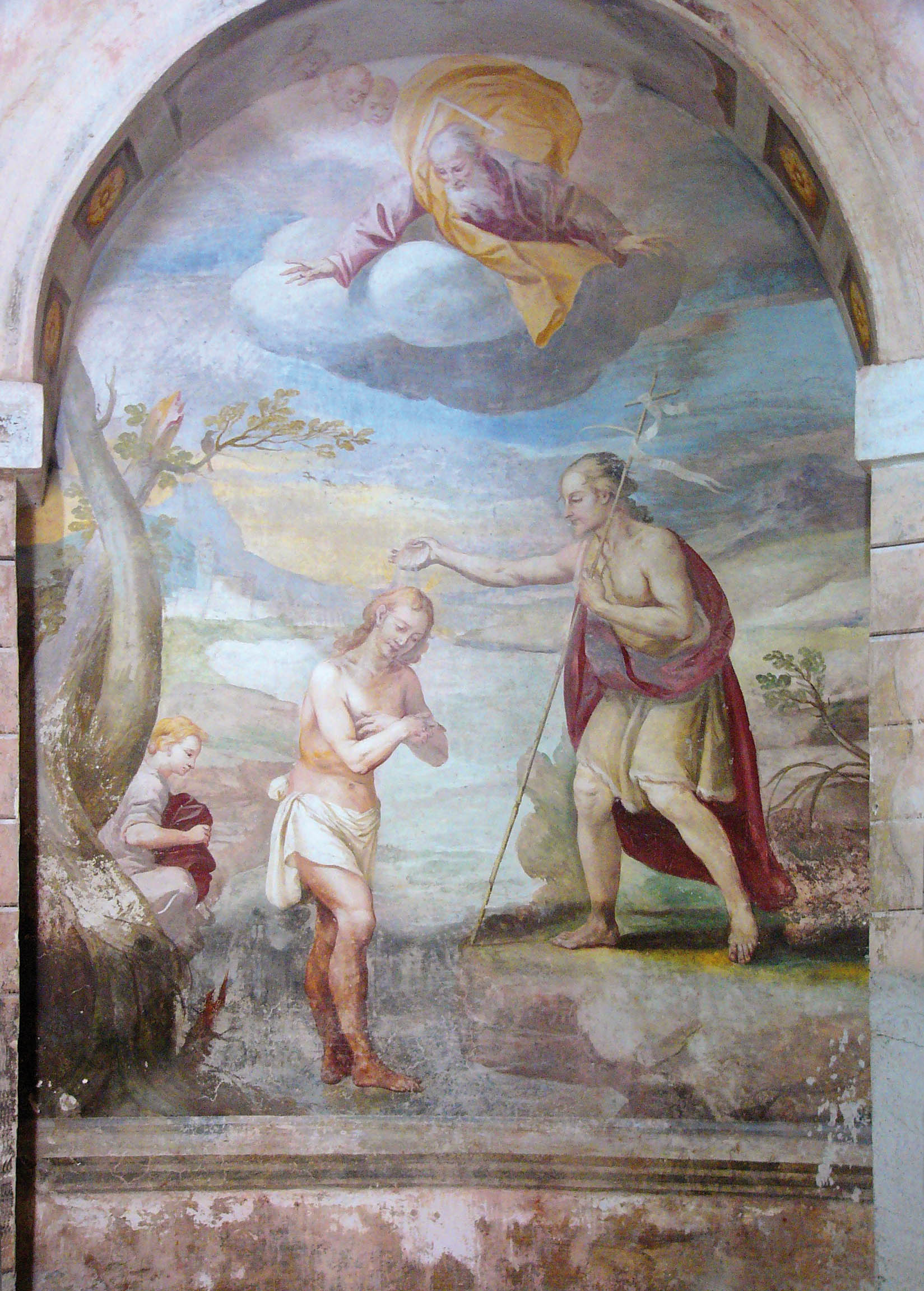
Interno 2 Battistero di San Giovanni Battista (Agrate Conturbia)
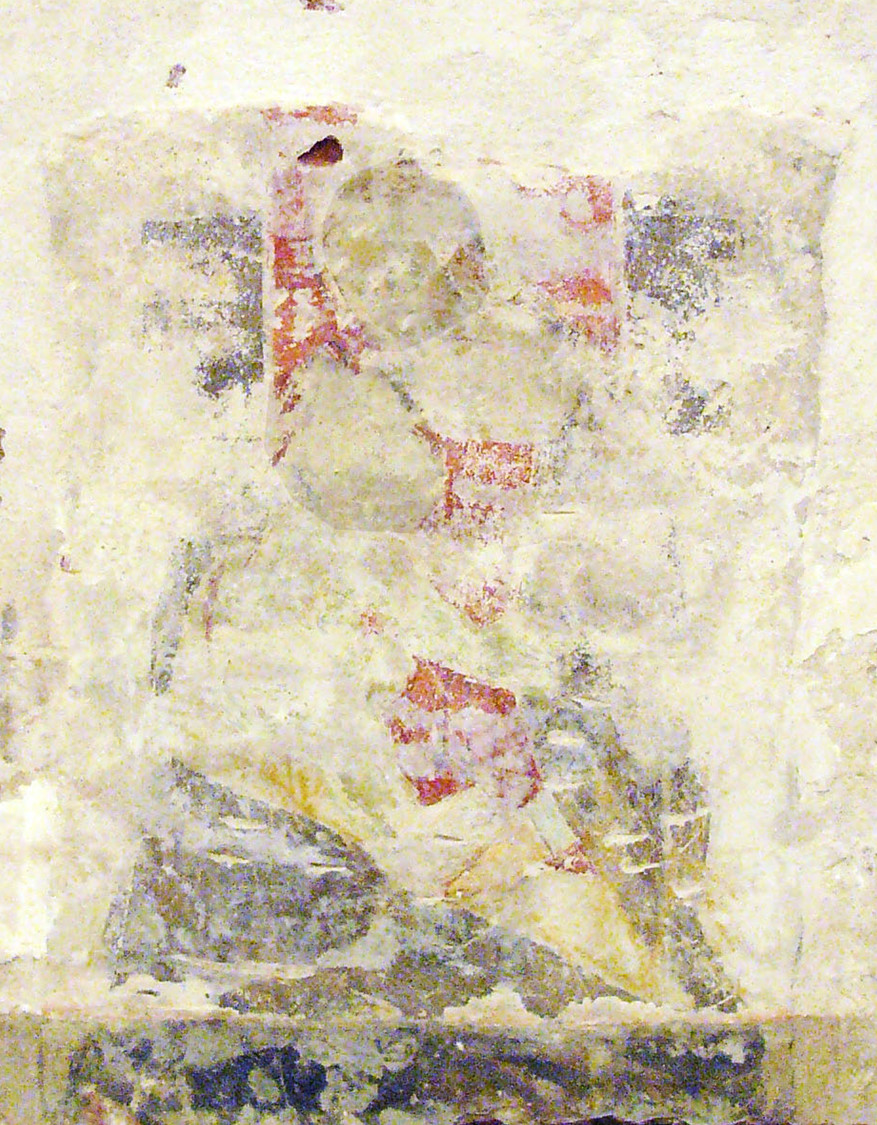
Madonna con Bambino Battistero di San Giovanni Battista (Agrate Conturbia)
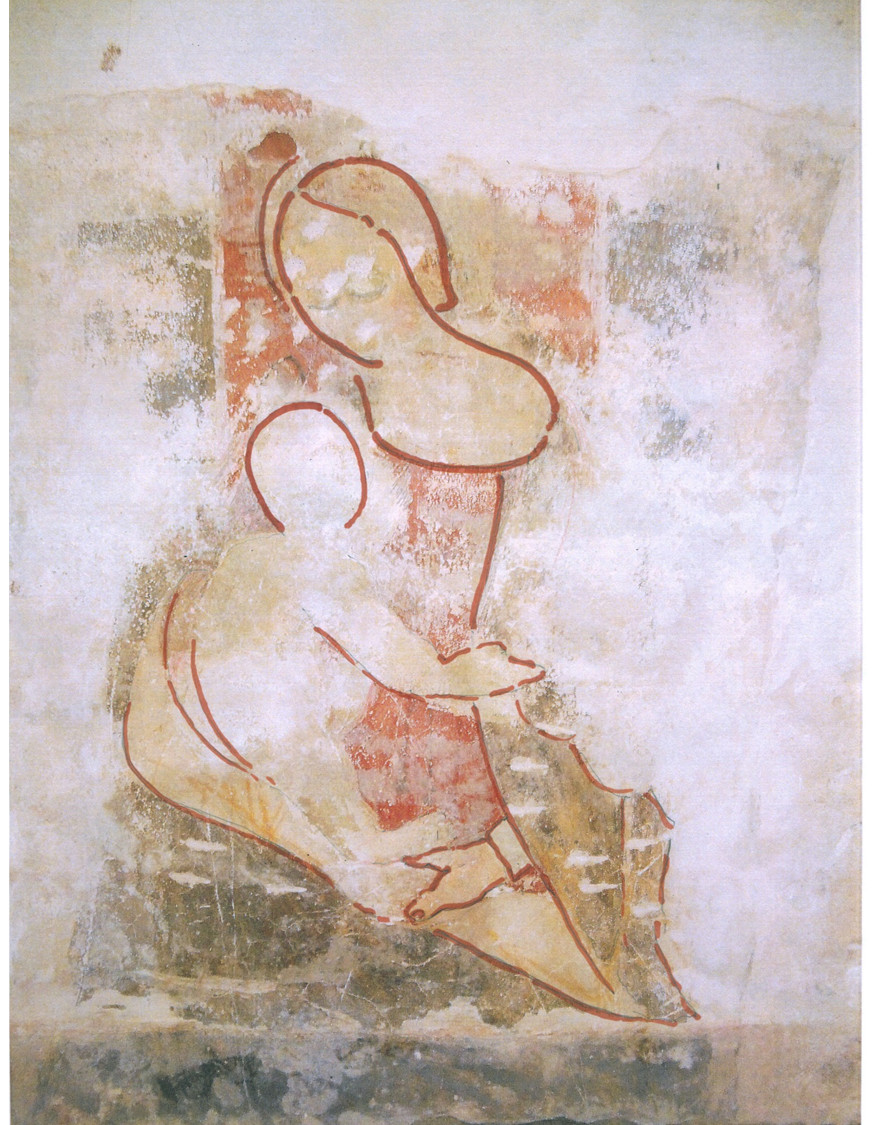
Madonna con Bambino traccia Battistero di San Giovanni Battista (Agrate Conturbia)
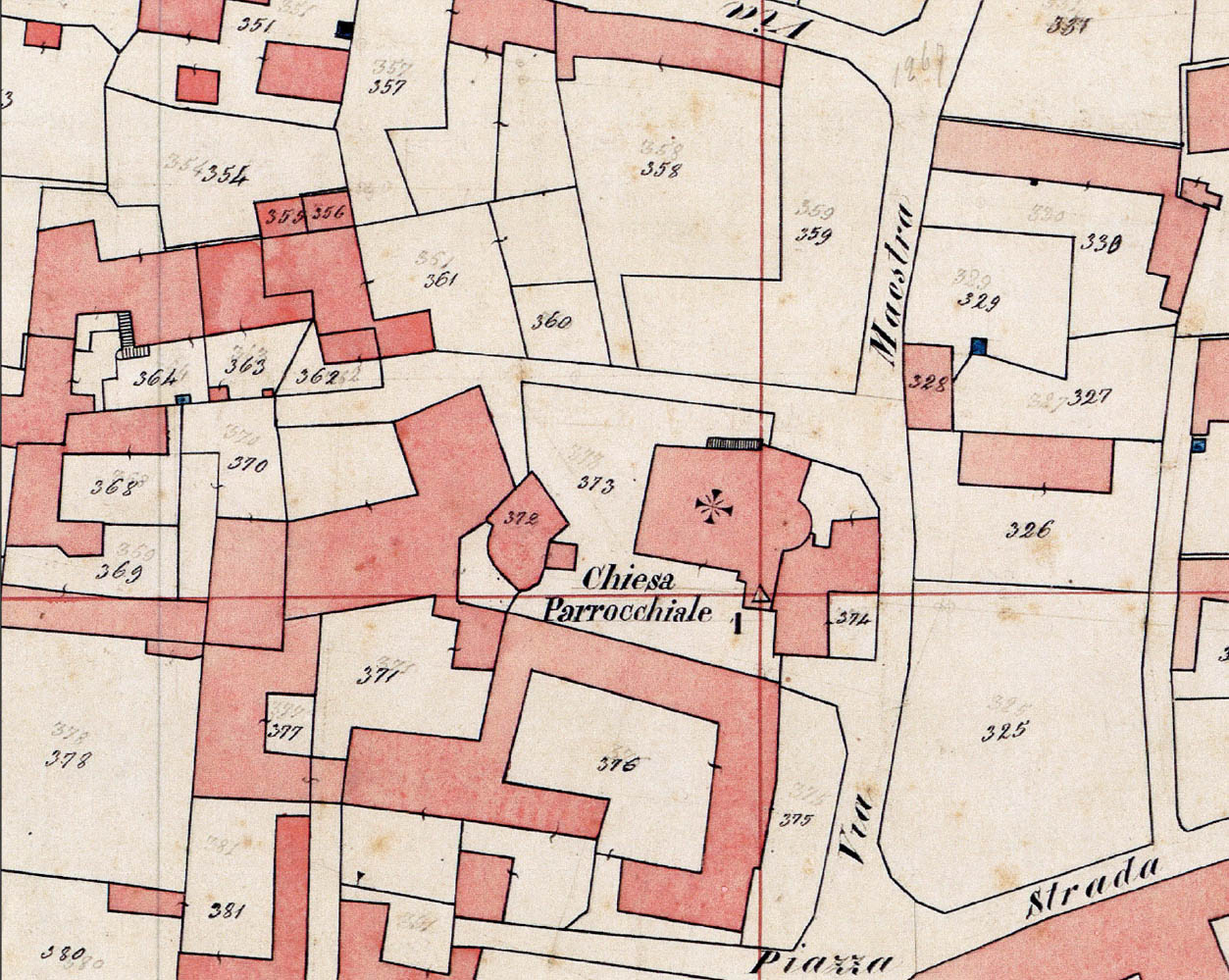
Mappa Rabbini Battistero di San Giovanni Battista (Agrate Conturbia)
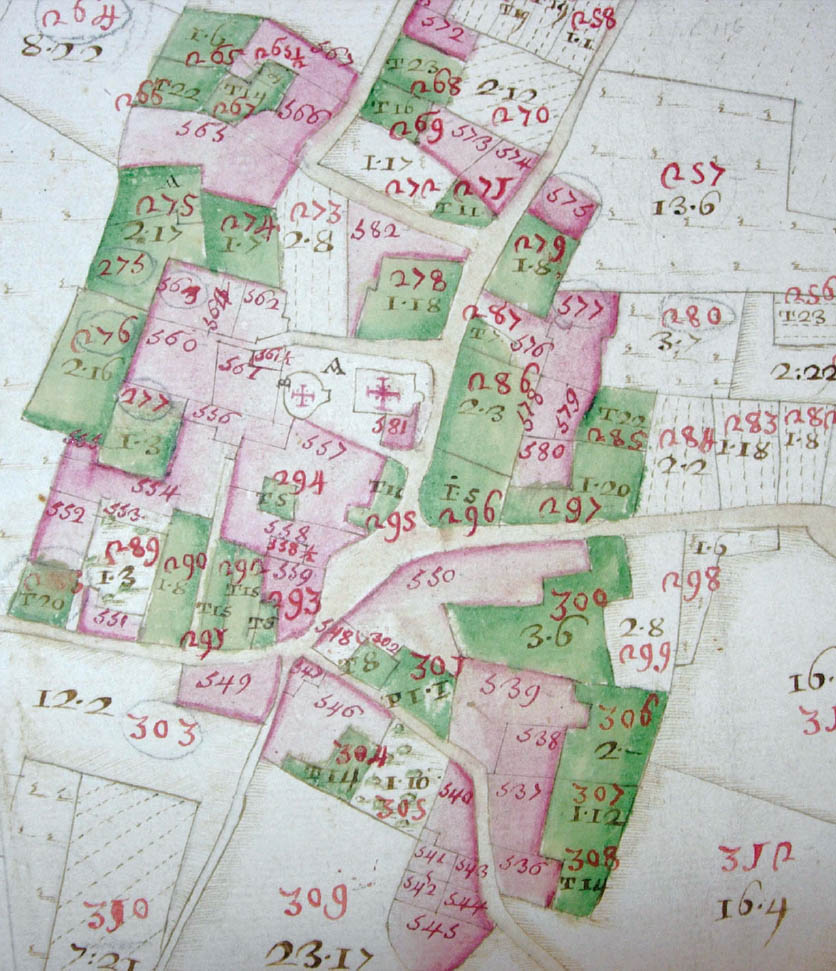
Mappa Teresiana Battistero di San Giovanni Battista (Agrate Conturbia)
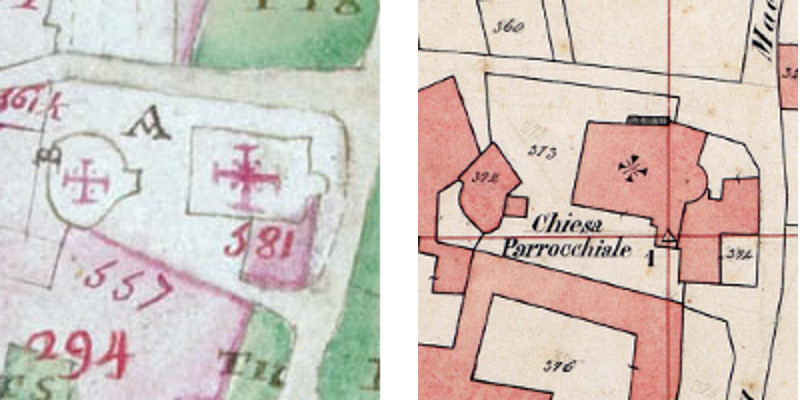
Comparazione Mappe Battistero di San Giovanni Battista (Agrate Conturbia)
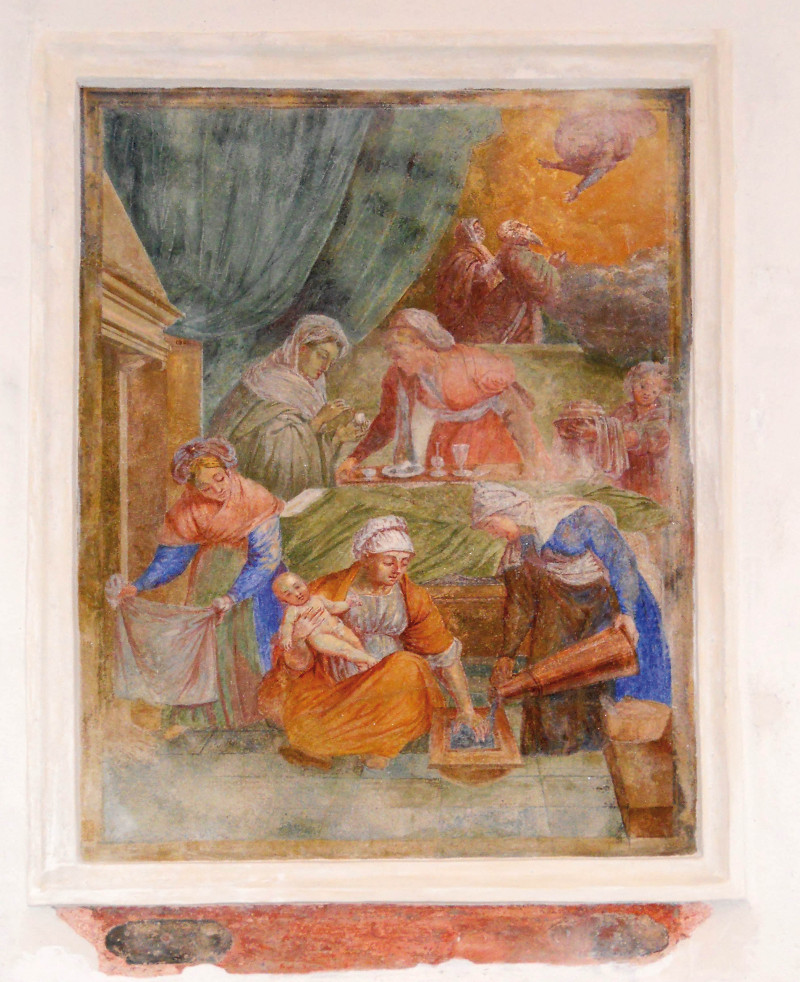
Nascita San Giovanni Battista - Battistero di San Giovanni Battista (Agrate Conturbia)
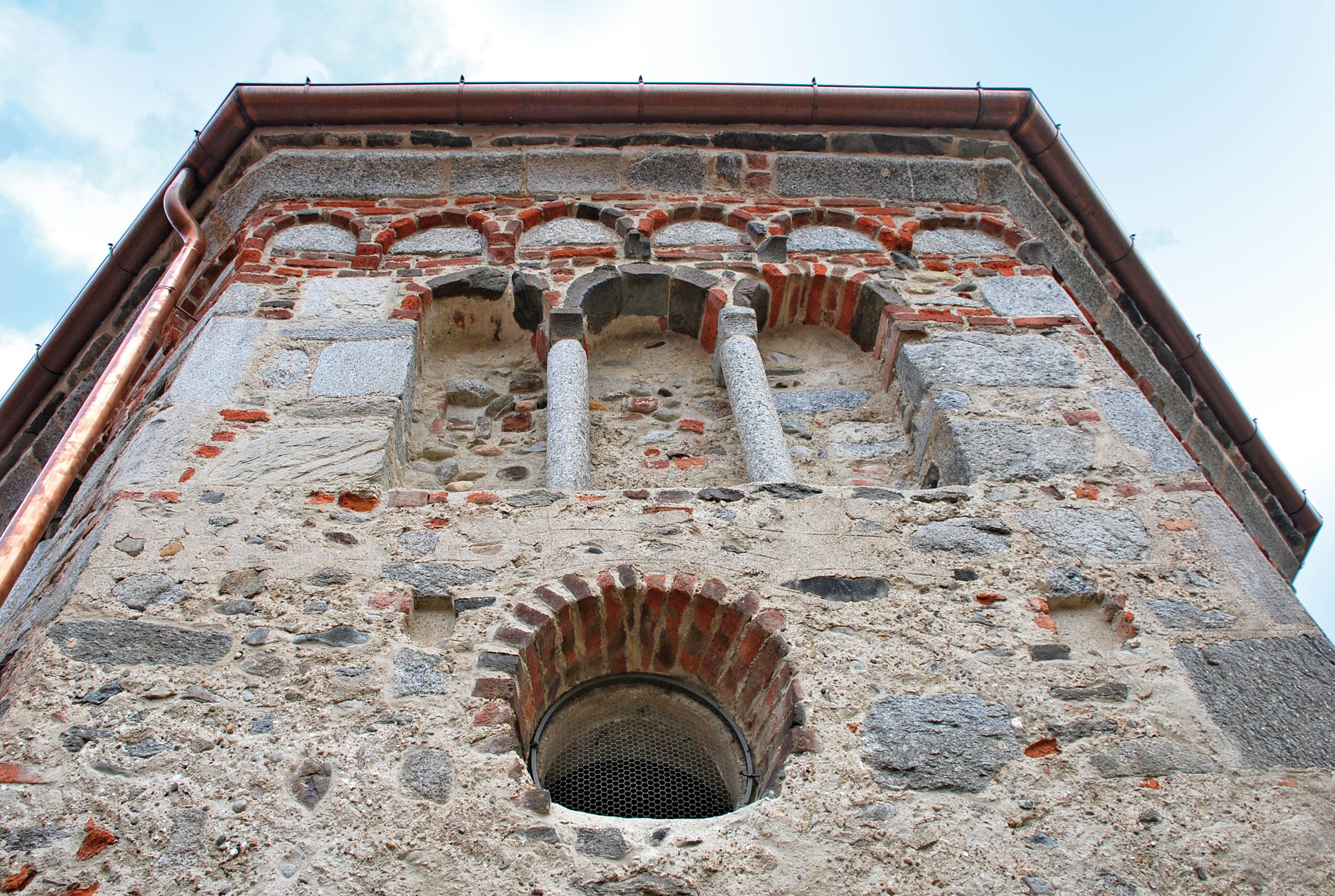
Oblò - Battistero di San Giovanni Battista (Agrate Conturbia)
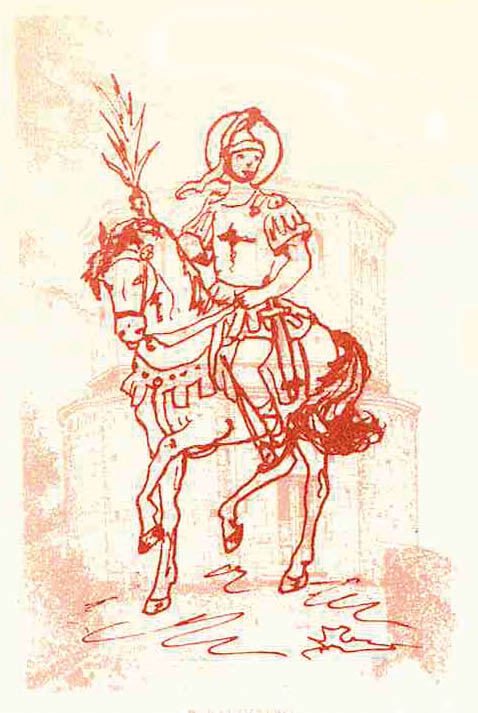
Parrocchia logo - Battistero di San Giovanni Battista (Agrate Conturbia)
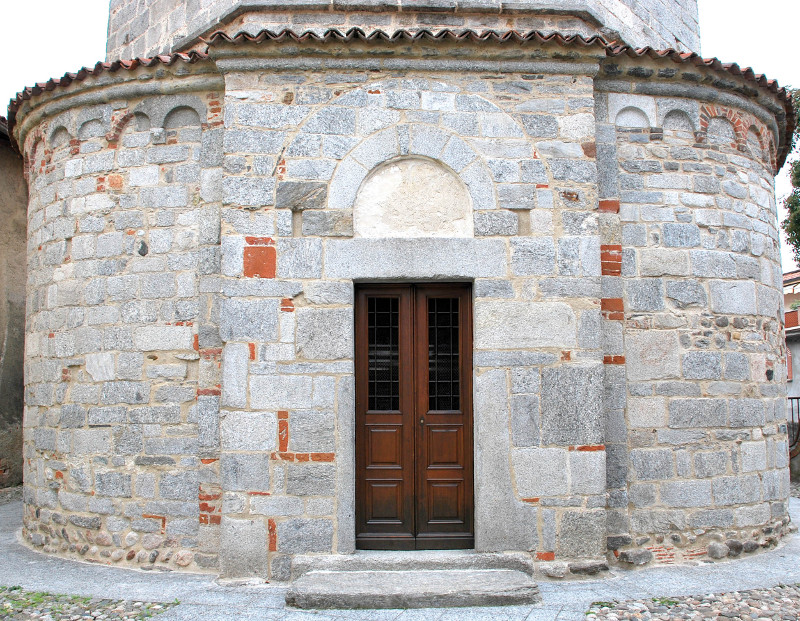
Portale - Battistero di San Giovanni Battista (Agrate Conturbia)
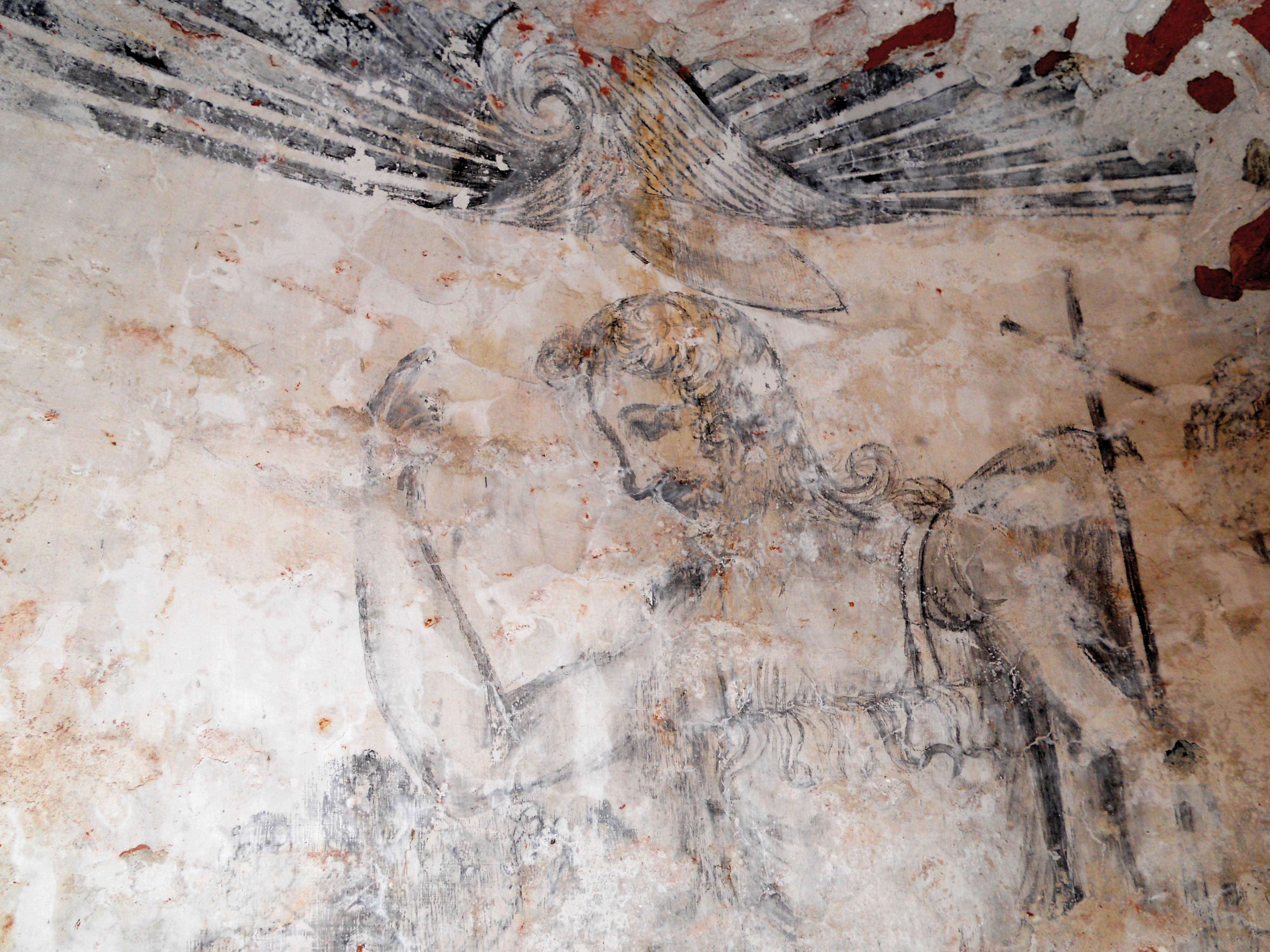
San Giovanni 1 - Battistero di San Giovanni Battista (Agrate Conturbia)
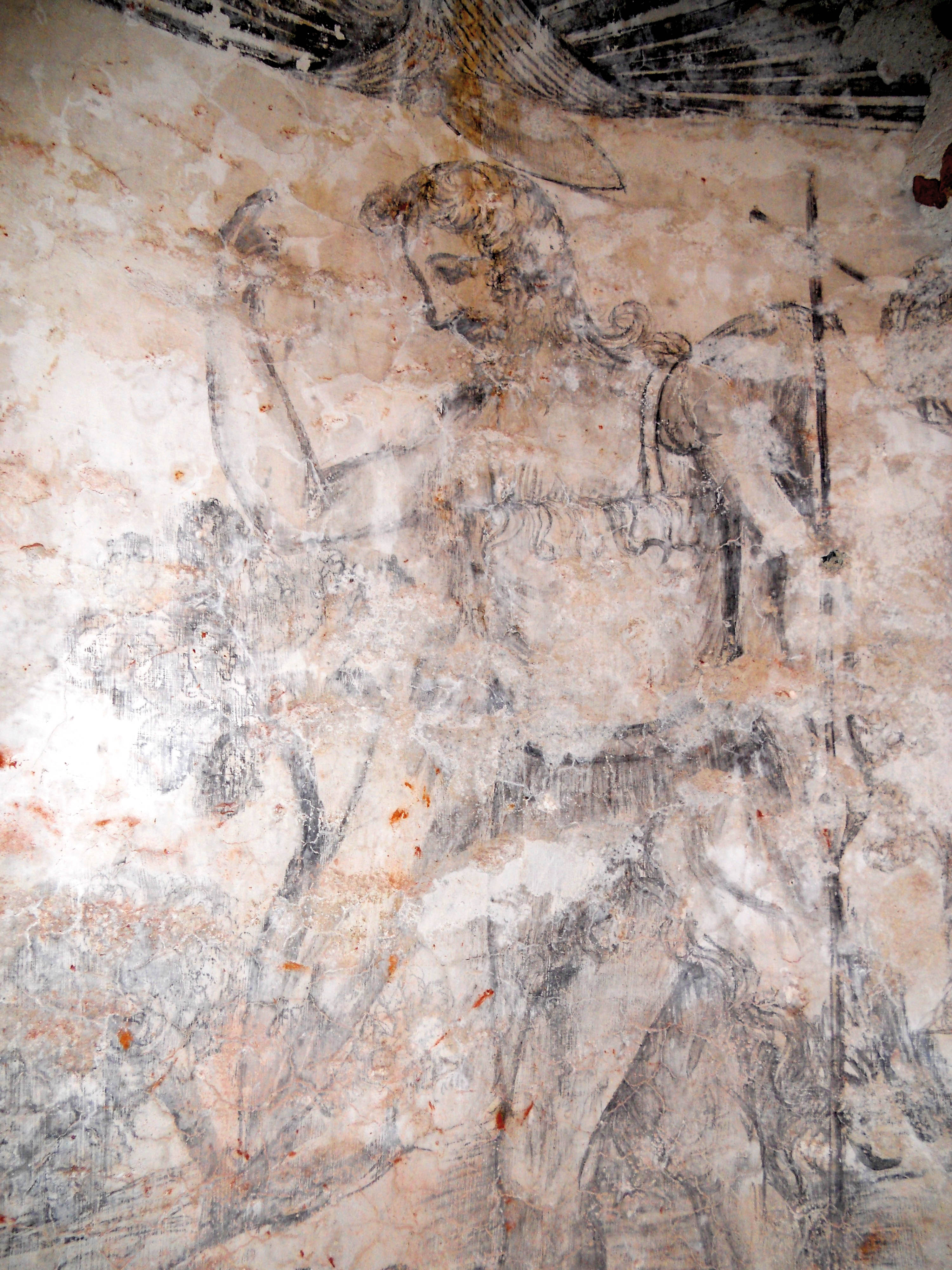
San Giovanni 2 - Battistero di San Giovanni Battista (Agrate Conturbia)
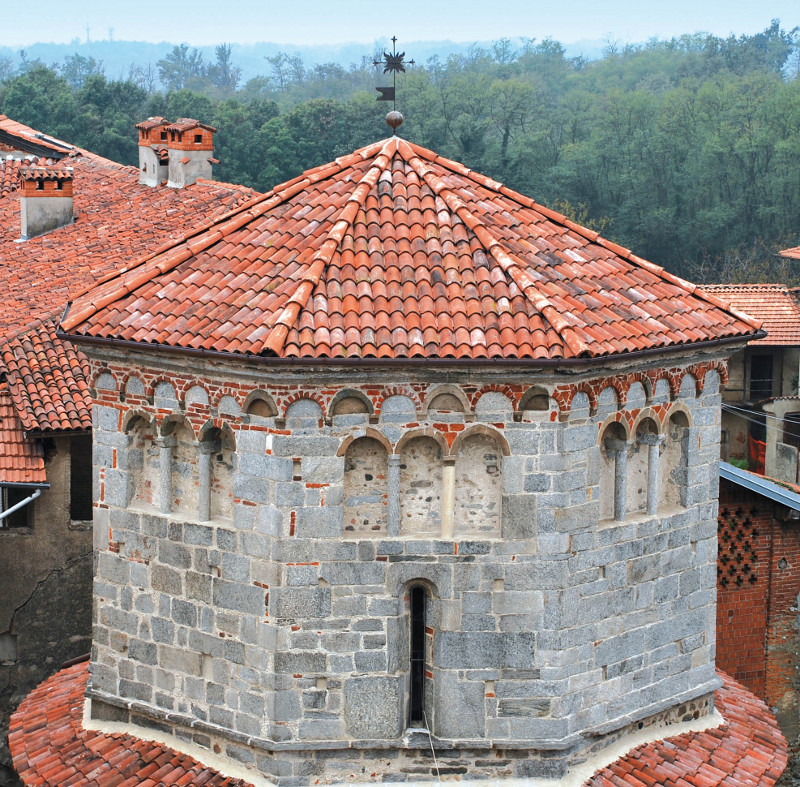
Superiore - Battistero di San Giovanni Battista (Agrate Conturbia)
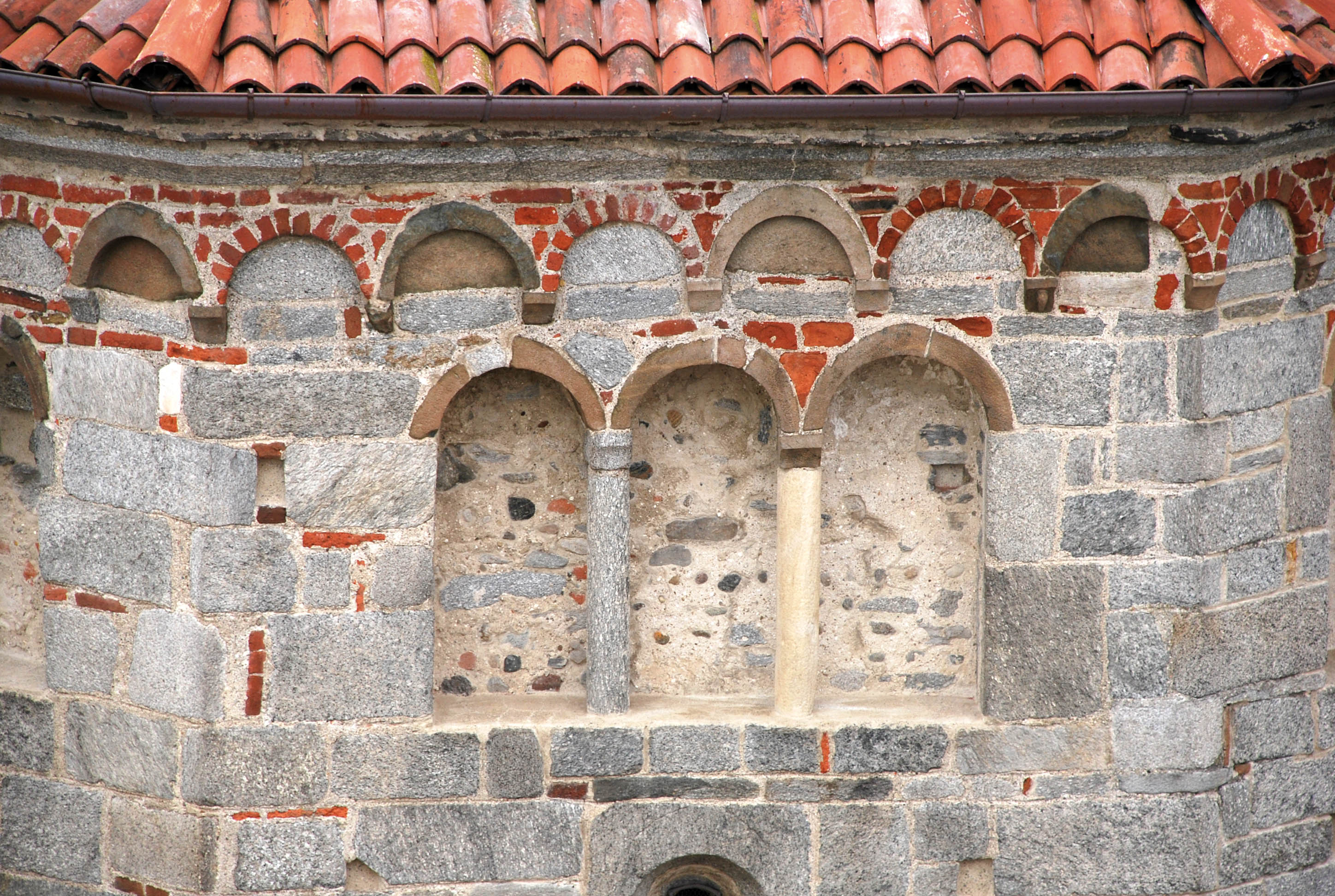
Trifore - Battistero di San Giovanni Battista (Agrate Conturbia)